# Пам'ятки археології Очаківського району
Перелік пам'яток археології Очаківського району:

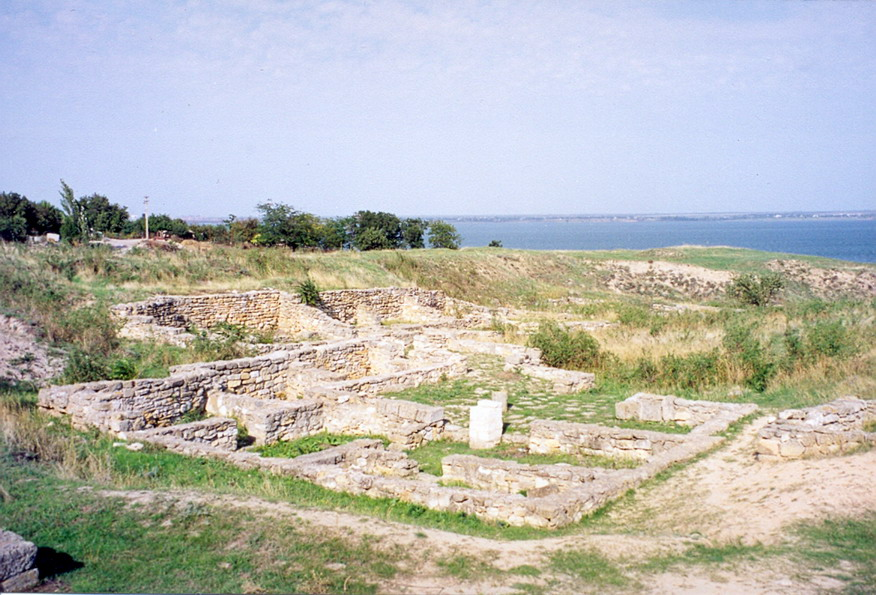
Розкопки Ольвії

## Очаків
| Пам'ятка             | Розташування                                                                                             | Примітки | Рішення про взяття під охорону |
| -------------------- | --- | --- | ------------------------------ |
| Городище Очаків І    | Розташований на Батарейному мисі, території сучасного міста, у місці злиття Дніпровського лиману з морем | Відкрите О. С. Уваровим в середині XIX ст. Сильно зруйноване сучасними будівлями, але археологічний матеріал там присутній. Знайдено велику кількість крупного каміння, багато ольвійських монет і фрагментів амфор. Також в районі городища знайдений мармуровий тулуб статуї, Ольвійський напис післягетського періоду та надмогильна стела з латинським написом. Датується римським часом. Можливо, що біля городища існує одночасний з ним могильник. Матеріали зберігаються у фондах Інституту археології НАН України | Рішення № 507 (1149)           |
| Поселення Очаків II  | Розташоване на місці громадянського порту, на високому березі моря                                       | Відомо з XIX ст. Досліджувалося у 1950-ті роки М. С. Синициним, у 1975 р. обстежене периферійним загоном Ольвійської експедиції. Обстежена площа 800 кв. м. Потужність культурного шару 0,7 — 0,9 м. У зрізах берега видно обриси зольних ям та землянок. Зібрані фрагменти кераміки архаїчного часу. Матеріали зберігаються у фондах Інституту археології НАН України | Рішення № 507 (1150)           |
| Поселення Очаків III | Розташоване за 800 м на північний захід від громадянського порту, на терасі високого берега моря         | Знайдено С. В. Страшним. Обстежене периферійним загоном Ольвійської експедиції у 1975 р. Збереглась площа у 200 кв. м. Потужність культурного шару 0,15 м. Сильно зруйноване береговою абразією. Датується елліністичним часом. Матеріали зберігаються у фондах Інституту археології НАН України | Рішення № 507 (1151)           |

## Дмитрівська сільська рада

### с.Дмитрівка
| Пам'ятка                                     | Розташування | Примітки | Рішення про взяття під охорону                       |
| -------------------------------------------- | --- | --- | ---------------------------------------------------- |
| Поселення Дмитрівка І                        | Розташоване на західній околиці с. Дмитрівка, на мису похилого схилу берега лиману та Чехутовської балки, навпроти кладовища                     | Відкрите периферійним загоном Ольвійської експедиції у 1975 р. Площа 4,5 га, потужність культурного шару 0,5 — 0,6 м. Розкопки проводилися у 1980–1981 рр. Нижньобузькою експедицією Ленінградського відділення Інституту археології РАН. Знайдені залишки напівземлянок та господарських ям, багато фрагментів амфор, червоно-, світлоглиняної та чорнолакової кераміки, ліпного посуду. Датується архаїчним часом. Матеріали зберігаються у фондах Інституту археології НАН України та Ленінградського відділення Інституту археології РАН | Рішення № 216 (1073). Постанова КМУ № 928 (140024-Н) |
| Поселення Чехутове                           | Розташоване на східній околиці с. Дмитрівка (біля с. Чехутове) на високому березі Дніпровського лиману                                           | Відкрите О. С. Уваровим у 1840 р. Досліджувалося В. М. Ястребовим, В. І. Гошкевичем, у 1925–1931 рр. загоном Миколаївського обласного краєзнавчого музею (Ф. М. Штітельман), у 1947 р. М. С. Синициним. Сильно зруйновано береговою абразією. Датується елліністичним часом. Матеріали зберігаються у фондах Херсонського історичного музею, Інституту археології НАН України та Миколаївського обласного краєзнавчого музею | Рішення № 507 (1133)                                 |
| Поселення Пітухівка І                        | Розташоване за 2 км на схід від с. Дмитрівка, на високому крутому березі Дніпровського лиману, з півночі обмежено неглибокою балкою              | Зафіксоване В. І. Гошкевичем у 1909 р. Розвідкові роботи проводилися Одеським археологічним музеєм та Ольвійською експедицією у 1940 р. У 1949 р. досліджувалося Пітухівським загоном Буго-Дніпровської експедиції. У 1975 р. досліджувалося периферійним загоном Ольвійської експедиції. Поселення двошарове, його загальна площа 4,8 га, потужність культурного шару 0,9 — 1,2 м. До архаїчного часу належали залишки кількох землянок і господарських ям, уламки амфор, чорнолакової кераміки. До елліністичного часу відносяться 2 напівземлянки, залишки кам'яних будівель та залишки сирцевої кладки житлового будинку, велика кількість сіроглиняної та сіролощеної, червоноглиняної та ліпної кераміки, залізні ножі, серпи, рибальські гачки та різні монети. Матеріали зберігаються у фондах Одеського археологічного музею і Інституту археології НАН України | Рішення № 370 (1149). Постанова КМУ № 928 (140022-Н) |
| Городище Пітухівка II                        | Розташоване за 2 км на схід від с. Дмитрівка на високому плато правого берега Дніпровського лиману з напільного боку городище оперізує рів і вал | Відкрите О. С. Уваровим у 1840 р. Досліджувалося В. І. Гошкевичем (1913 р.), І. В. Фабриціус (1924 р.), Л. М. Славіним, М. С. Синициним, А. Л. Єсипенко (1940, 1949–1950 рр.), периферійним загоном Ольвійської експедиції у 1973–1975 рр. Площа його 1,25 га, потужність культурного шару 0,7 — 1,1 м. Знайдено залишки житлових і господарських споруд, досліджена оборонна система, багато різноманітного речового матеріалу. Датується римським часом. Матеріали зберігаються у фондах Інституту археології НАН України | Рішення № 334 (79). Постанова КМУ № 928 (140023-Н)   |
| Могильник Пітухівка                          | Розташований на північ від городища, на плато правого берега Дніпровського лиману                                                                | Відкритий місцевими жителями. Частина могильника досліджена М. Ебертом у 1910 р. Розкопано 12 курганів античного часу (59 поховань). Знайдений матеріал датує могили архаїчним та елліністичним часом. Можливо, відноситься до античних поселень цього періоду. Матеріали розкопок вивезені в Німеччину | Рішення № 507 (1131)                                 |
| Поселення Пітухівка III (три античні садиби) | Розташоване за 1,8 — 2 км на схід від с. Дмитрівка, біля руїн колишнього с. Пітухівка. На плато правого берега Дніпровського лиману              | Відкрите експедицією Миколаївського обласного краєзнавчого музею у 1982 р. Вдруге обстежене експедицією Державної інспекції охорони пам'яток культури у 2004 р. Простежуються три ділянки скупчення попелястого ґрунту розмірами 45x45; 45x50; 50×50 м. Потужність культурного шару досягає 0,5 м. Площа задернована. Зібрано підйомний матеріал, який датує садиби архаїчним часом. Матеріали зберігаються у фондах Миколаївського обласного краєзнавчого музею | Рішення № 334 (80)                                   |
| Антична садиба № 4 Пітухівка                 | Розташована за 2,1 км на схід від с. Дмитрівка, на похилому схилі плато правого берега Дніпровського лиману                                      | Відкрита експедицією Державної інспекції охорони пам'яток культури у 2004 р. Площа 50×50 м, задернована. Знайдені фрагменти амфор, ліпного та гончарного посуду. Датується елліністичним періодом | Рішення № 276 (119)                                  |
| Антична садиба № 5 Пітухівка                 | Розташована за 1,9 км на схід від с. Дмитрівка, на похилому схилі плато правого берега Дніпровського лиману                                      | Відкрита експедицією Державної інспекції охорони пам'яток культури у 2004 р. Площа 50×50 м, задернована, культурний шар досягає 1 м. Знайдено уламки амфор, ліпного та гончарного посуду. Датується архаїчним та елліністичним часом | Рішення № 276 (120)                                  |
| Курганна група                               | Розташована за 1,8 км на схід від с. Дмитрівка, на плато правого берега Дніпровського лиману, на орному полі                                     | Група складалася з 6 курганів. Один був розкопаний експедицією Миколаївського обласного краєзнавчого музею у 1998 р. Найбільший курган висотою 4 м, діаметром 50 м, задернований. Інші кургани висотою 0,5 — 0,3 м, діаметрами по 10 м, розорані | Рішення № 507 (1135)                                 |
| Курган                                       | Розташований за 800 м на схід від с. Дмитрівка, на плато правого берега Дніпровського лиману                                                     | Висота 0,8 м, діаметр 10 м, розораний | Рішення № 507 (1134)                                 |

## Іванівська сільська рада

### с.Іванівка
| Пам'ятка             | Розташування | Примітки | Рішення про взяття під охорону |
| -------------------- | --- | --- | ------------------------------ |
| Поселення Іванівка І | Розташоване на південно-східній околиці с. Іванівка, у гирлі балки біля складу                                                                                 | Відкрите М. С. Синициним у 1947 р. Площа 0,3 га, потужність культурного шару 0,3 м. Обстежене периферійним загоном Ольвійської експедиції у 1975 р. Поселення двошарове. На поверхні зустрічається дрібний бут, в обриві берега видно залишки кам'яних кладок, напівземлянки, господарські ями грушеподібної форми. Знайдено уламки амфор, різноманітного столового посуду, як гончарного, так і ліпного. Датується архаїчним та елліністичним періодами. Матеріали зберігаються у фондах Інституту археології НАН України | Рішення № 216 (1077)           |
| Курганна група       | Розташована за 2 км на північ від с. Іванівка, на орному полі                                                                                                  | Складається з 4 курганів висотою 0,5 — 0,4 м, діаметрами по 10 м, розорані | Рішення № 216 (1078)           |
| Поселення Покровка І | Розташоване на південно-західній околиці с. Іванівка (раніше ця частина села була Покровкою), на плато правого берега Дніпровського лиману, біля Волової балки | Відкрите Ольвійською периферійною експедицією у 1975 р. Площа 0,4 га, культурний шар 0,35 м, сильно зруйноване сучасним кар'єром. Зібрано підйомний матеріал, який датує поселення архаїчним часом. Матеріали зберігаються у фондах Інституту археології НАН України | Рішення № 216 (1148)           |
| Курган № 1           | Розташований за 1,3 км на північ від с. Покровка (нині Іванівка), біля господарського двору                                                                    | Висота 3 м, діаметр 20 м, задернований | Рішення № 216 (1146)           |
| Курган № 2           | Розташований за 5 км на північ від с. Покровка (нині Іванівка), на орному полі                                                                                 | Висота 1 м, діаметр 20 м, задернований | Рішення № 216 (1147)           |

### с.Яселка
| Пам'ятка             | Розташування | Примітки | Рішення про взяття під охорону |
| -------------------- | --- | --- | ------------------------------ |
| Поселення Яселка І   | Розташоване на східній околиці с. Яселка, на обриві правого берега Дніпровського лиману, на садибі селянина       | Відкрите М. С. Синициним у 1947 р. Обстежене периферійним загоном Ольвійської експедиції у 1975 р. Площа, що збереглася, 0,35 га, культурний шар 0,4 м, сильно зруйноване оранкою. Знайдені уламки амфор, чорнолакової, сіроглиняної та ліпної кераміки. Датується елліністичним часом. Матеріали зберігаються у фондах Інституту археології НАН України | Рішення № 216 (1232)           |
| Поселення Яселка II  | Розташоване в центрі с. Яселка, у гирлі Великої Ясельської балки, біля клубу                                      | Відкрите М. С. Синициним у 1947 р. Обстежене периферійним загоном Ольвійської експедиції у 1975 р. Площа, яка залишилася, 0,05 га, культурний шар 0,2 м. Підйомний матеріал відноситься до елліністичного часу. Матеріали зберігаються у фондах Інституту археології НАН України                                                                         | Рішення № 216 (1233)           |
| Поселення Яселка III | Розташоване за 2 км на захід від села, на високому правому березі Дніпровського лиману, на мису між двома балками | Відкрите периферійним загоном Ольвійської експедиції у 1975 р. Площа 0,5 га, потужність культурного шару 0,35 м. Підйомний матеріал датує пам'ятку елліністичним часом. Матеріали зберігаються у фондах Інституту археології НАН України | Рішення № 216 (1230)           |
| Поселення Яселка IV  | Розташоване за 1 км на схід від с. Яселка, на лівому березі Малої Ясельської балки, на полі                       | Відкрите периферійним загоном Ольвійської експедиції у 1975 р. Площа 0,5 га, потужність культурного шару 0,4 м. Зібрано матеріал, який датує поселення елліністичним часом. Матеріали зберігаються у фондах Інституту археології НАН України | Рішення № 216 (1231)           |
| Стоянка Яселка V     | Розташована за 0,5 км на північний схід від с. Яселка, на лівому схилі Великої Ясельської балки                   | Відкрита розвідкою НДЦ «Лукомор'я» у 2009 р. Площа приблизно 0,25 га, культурний шар слабо насичений |                                |

## Кам'янська сільська рада

### c.Баланове
| Пам'ятка             | Розташування                                                               | Примітки | Рішення про взяття під охорону |
| -------------------- | -------------------------------------------------------------------------- | --- | ------------------------------ |
| Поселення Баланове І | Розташоване на північній околиці с. Баланове, на східному схилі балки      | Відкрите периферійним загоном Ольвійської експедиції у 1974 р. Обстежене Інгульською експедицією у 1976 р. Площа 11 га, культурний шар до 0,7 м. Зібрано підйомний матеріал. Датується добою пізньої бронзи. Матеріали зберігаються у фондах Інституту археології НАН України | Рішення № 370 (1148)           |
| Курганна група № 1   | Розташована за 2 км на схід від с. Баланове, біля дороги Очаків — Миколаїв | Група складається з двох курганів висотою 1,5 і 1 м, діаметрами 20 і 15 м, розорюються | Рішення № 216 (1068)           |
| Курганна група № 2   | Розташована за 1 км на північний схід від с. Баланове, на орному полі      | Група складається з двох курганів висотою 2 і 1 м, розорюються | Рішення № 216 (1069)           |
| Курган               | Розташований за 1,5 км на південний схід від с. Баланове, біля дороги      | Висота його 2 м, діаметр 20 м, розораний | Рішення № 216 (1067)           |

### c.Володимирівка
| Пам'ятка | Розташування                                                        | Примітки                                     | Рішення про взяття під охорону |
| -------- | ------------------------------------------------------------------- | -------------------------------------------- | ------------------------------ |
| Курган   | Розташований за 1,5 км на схід від с. Володимирівка, на орному полі | Висота його 1,5 м, діаметр 20 м, розорюється | Рішення № 216 (1072)           |

### c.Кам'янка
| Пам'ятка              | Розташування | Примітки | Рішення про взяття під охорону |
| --------------------- | --- | --- | ------------------------------ |
| Поселення Кам'янка І  | Розташоване за 1 км на південь від с. Кам'янка у заплаві правого берега Анчокракської балки                                                          | Відкрите периферійним загоном Ольвійської експедиції у 1974 р. Площа 0,4 га, потужність культурного шару до 0,5 м. Зібраний матеріал датує пам'ятку римським часом і зберігається у фондах Інституту археології НАН України |                                |
| Поселення Кам'янка II | Розташоване за 0,8 км на південний схід від с. Кам'янка, на південному схилі Анчокракської балки, яка виходить до лівого берега Березанського лиману | Відкрите периферійним загоном Ольвійської експедиції у 1974 р. Площа і культурний шар поселення сильно зруйновані кар'єром. Обстежене Інгульською експедицією у 1976 р. Проведені невеличкі розкопки на площі близько 100 кв. м. Знайдені залишки заглиблених наземних багатокамерних жител, ліпна кераміка та фрагменти бронзового котла. Датується сабатинівською культурою. На поселенні також присутня кераміка римського часу та інгульської катакомбної культури (ІКК). Матеріали зберігаються у фондах Інституту археології НАН України | Рішення № 370 (1170)           |
| Літовка Кам'янка III  | Розташована за 4 км на південний захід від с. Кам'янка, на лівому схилі Анчокракської балки                                                          | Відкрите периферійним загоном Ольвійської експедиції у 1974 р. Площа 0,09 га, культурний шар до 0,4 м. Західна частина зруйнована кар'єром. Поселення двошарове і на підставі знахідок датується архаїкою та еллінізмом. Матеріали зберігаються у фондах Інституту археології НАН України | Рішення № 216 (1126)           |
| Поселення Кам'янка IV | Розташоване за 3 км на південний захід від с. Кам'янка на правому схилі балки біля дамби                                                             | Відкрите Інгульською експедицією у 1976 р. Площа поселення 7,5 га, потужність культурного шару 0,5 — 0,6 м. Розкопки проводила вищезгадана експедиція у 1976–1977 рр. Відкриті дві великі і одна звичайна садиби. Знайдено велику кількість різноманітної гончарної кераміки, залізні коси та наральник. Датується черняхівською культурою. Матеріали зберігаються у фондах Інституту археології НАН України | Рішення № 370 (1151)           |
| Могильник Кам'янка IV | Розташований за 0,5 км на північ від поселення Кам'янка IV і належить до нього                                                                       | Відкритий і досліджений загоном Інгульської експедиції у 1976–1977 рр.. Розкопано 33 поховання з трупопокладенням. 20 похованих лежали головою на північ, 13 — на захід. Могили поділяються на прості прямокутні ями, з підбоєм, з плечиками, перекритими камінням, і одне поховання у кам'яному ящику. Знайдено велику кількість сіроглиняної, сіролощеної і грубої гончарної кераміки, амфори, бронзові фібули, кістяні гребені, намисто та інші речі. Матеріали зберігаються у фондах Інституту археології НАН України                      | Рішення № 370 (1152)           |
| Курганна група        | Розташована на східній околиці с. Кам'янка | Складається з двох курганів висотою 2 і 1,5 м, діаметрами 30 і 20 м, розорані | Рішення № 216 (1125)           |
| Курган № 1            | Розташований за 2 км на північний схід від с. Кам'янка, біля дороги Кам'янка — Миколаїв                                                              | Висота 5 м, діаметр 75 м, задернований | Рішення № 216 (1123)           |
| Курган № 2            | Розташований за 1 км на північний схід від с. Кам'янка, біля дороги Миколаїв — Кам'янка                                                              | Висота 2 м, діаметр 30 м, розорюється | Рішення № 216 (1124)           |
| Курган № 3            | Розташований за 1 км на північний захід від с. Кам'янка                                                                                              | Висота 2 м, діаметр 25 м, розораний | Рішення № 216 (1128)           |

### c.Нове
| Пам'ятка           | Розташування                                                        | Примітки                                                                                       | Рішення про взяття під охорону |
| ------------------ | ------------------------------------------------------------------- | ---------------------------------------------------------------------------------------------- | ------------------------------ |
| Курганна група № 1 | Розташована за 1 км на південний схід від с. Нове, на орному полі   | Група складається з 3 курганів висотою від 1 до 0,5 м і діаметрами від 15 до 10 м, розорюються | Рішення № 216 (1133)           |
| Курганна група № 2 | Розташована за 2,5 км на захід від с. Нове, на орному полі          | Група складається з 3 курганів висотою від 1,5 до 1 м, діаметрами від 20 до 15 м, розорюються  | Рішення № 216 (1134)           |
| Курган             | Розташований за 2 км на північний захід від с. Нове, на орному полі | Висота 1,5 м, діаметр 20 м, розорюється                                                        | Рішення № 216 (1132)           |

### с.Жовтень
| Пам'ятка          | Розташування | Примітки | Рішення про взяття під охорону |
| ----------------- | --- | --- | ------------------------------ |
| Поселення Октябрі | Розташоване за 1 км на схід від с. Октябрі (Жовтень), на похилому північному схилі Анчокракської балки, яка виходить до лівого берега Березанського лиману | Відкрите Інгульською експедицією у 1976 р. Площа 6 га, культурний шар 1,2 — 1,4 м. В 1976–1978 рр. ця експедиція провела розкопки. Розкрита площа близько 1000 м². Виявлені багатокамерні наземні житла і будівлі господарського призначення з каміння. Також знайдені фрагменти ліпних горщиків, черпаків, жаровень, мисок, уламки зернотерток, ливарних форм, 2 бронзових ножі, кістки тварин. Зустрічається також кераміка інгульської катакомбної культури. Датується білозерською культурою. Матеріали зберігаються у фондах Інституту археології НАН України | Рішення № 370 (1171)           |

### c.Шевченко
| Пам'ятка           | Розташування                                                             | Примітки | Рішення про взяття під охорону |
| ------------------ | ------------------------------------------------------------------------ | --- | ------------------------------ |
| Курганна група № 1 | Розташована за 1 км на південний схід від с. Шевченко, на орному полі    | Група складається з 3 курганів. Висоти 2,5 — 1 м, діаметр 30 — 15 м, розорюються                                                                                     | Рішення № 216 (1218)           |
| Курганна група № 2 | Розташована за 2,8 км на південний захід від с. Шевченко, на орному полі | Група складається з 5 курганів. Найбільший курган має висоту 4 м, діаметр 50 м, задернований. Інші кургани мають висоти від 2 до 1 м, діаметр 30 — 15 м, розорюються | Рішення № 216 (1219)           |
| Курганна група № 3 | Розташована за 5,5 км на схід від с. Шевченко, на орному полі            | Група складається з 2 курганів висотою 1,5 і 1 м, діаметрами 25 і 20 м, розорюються                                                                                  | Рішення № 216 (1221)           |
| Курган № 1         | Розташований за 6 км на північний схід від с. Шевченко, на орному полі   | Висота 4,5 м, діаметр 60 м, задернований | Рішення № 216 (1220)           |
| Курган № 2         | Розташований за 7,5 км на північний схід від с. Шевченко, на орному полі | Висота 1,5 м, діаметр 30 м, розорюються | Рішення № 216 (1222)           |
| Курган № 3         | Розташований за 4,2 км на південний схід від с. Шевченко, на орному полі | Висота 1 м, діаметр 20 м, розорюється | Рішення № 216 (1223)           |

## Козирська сільська рада

### с.Козирка
| Пам'ятка                      | Розташування | Примітки | Рішення про взяття під охорону                      |
| ----------------------------- | --- | --- | --------------------------------------------------- |
| Городище Козирка І            | Розташоване на південній околиці с. Козирка, на високому плато правого берега Бузького лиману, зі сторони поля обмежено ровом і валом | Загальна площа його 4,8 га, потужність культурного шару 0,7 — 1,4 м. Відкрите О. С. Уваровим у 1848 р. Перші розвідкові роботи проведені Буго-Дніпровською експедицією у 1949–1950 рр. Планомірні розкопки проводилися загоном Ольвійської експедиції під керівництвом А. В. Буракова у 1954–1967 рр. Досліджені оборонні споруди, житловий квартал з вулицями та різними будинками. Також отриманий різноплановий речовий матеріал — кераміка, вироби з металу, кісток, каменю і скла. Датується римським періодом. Верхній шар городища належить до поселення черняхівської культури. Матеріали зберігаються у фондах Інституту археології НАН України і Ольвійського заповідника | Рішення № 357 (542). Постанова КМУ № 928 (140026-Н) |
| Поселення Козирка II          | Розташоване за 350 м на північний схід від с. Козирка, на плато високого берега лиману                                                | Значна частина поселення зруйнована. Зафіксовано загоном Ольвійської експедиції у 1932 р. Охоронні розкопки проводив загін Миколаївського краєзнавчого музею у 1975 р. Досліджувалося периферійним загоном Ольвійської експедиції Ленінградського відділення Інституту археології РАН у 1974–1977 рр. Розкопана площа у 750 кв. м. Поселення двошарове, знайдено фрагменти різноманітної кераміки і ливарну форму для виготовлення прясел. У верхньому шарі знайдено будівельні комплекси та 46 господарських ям. У 1985–1987 рр. на північному краю поселення здійснена спроба розкопок зольного пагорба, в якому знайдено багато керамічного матеріалу. Поселення датується архаїчним та елліністичним часом. Матеріали зберігаються у фондах Інституту археології НАН України, Миколаївського краєзнавчого музею та Ленінградського відділення Інституту археології РАН | Рішення № 370 (1155)                                |
| Поселення Козирка III         | Розташоване на західній околиці с. Козирка, на лівому схилі Козирської балки, за 0,4 км від правого берега лиману                     | Відкрите В. Рубаном у 1974 р. Площа 1,5 га, культурний шар 0,5 м. Зібрано підйомний матеріал, який зберігається у фондах Миколаївського краєзнавчого музею. Датується архаїчним та елліністичним часом | Рішення № 370 (1156)                                |
| Поселення Козирка IV          | Розташоване на лівому схилі Козирської балки, за 0,4 км на північний захід від околиці с. Козирка і за 1,3 км від берега лиману       | Відкрите В. В. Рубаном у 1974 р. Площа поселення 1,5 га, задерноване. Зібрані численні уламки амфор. Датується архаїчним часом. Матеріали зберігаються у фондах Миколаївського краєзнавчого музею | Рішення № 216 (1103)                                |
| Поселення Козирка V           | Розташоване на лівому схилі Козирської балки, за 0,6 км на північний захід від с. Козирка                                             | Відкрите А. В. Бураковим у 1954 р. У тому ж році невеличкі розкопки провела Ю. І. Козуб. Площа поселення 1,5 га, культурний шар 0,9 м. Розкопані 3 циліндричні ями, багато керамічного матеріалу і скарб монет-дельфінчиків. Датується архаїчним часом. Матеріали зберігаються у фондах Інституту археології НАН України | Рішення № 370 (1157)                                |
| Поселення Козирка VI          | Розташоване за 0,6 км на північ від с. Козирка, на плато, за 0,3 км на захід від лиману                                               | Відкрите В. В. Рубаном у 1974 р. Площа 0,03 га, культурний шар розораний. Зібрані фрагменти амфор, а також 5 рибальських грузил. Датується архаїчним часом. Матеріали зберігаються у фондах Миколаївського краєзнавчого музею | Рішення № 216 (1104)                                |
| Поселення Козирка VII         | Розташоване за 0,8 км на північ від с. Козирка, на плато, за 0,3 км на захід від лиману                                               | Майже повністю зруйновано кар'єром. Відкрите В. В. Рубаном у 1974 р., ним же проведені невеличкі розкопки. Площа, яка залишилася, 100 кв. м, культурний шар 0,5 м. Знайдені залишки напівземлянки, шматки глиняної обмазки, фрагменти амфор. Датується архаїчним часом. Матеріали зберігаються у фондах Миколаївського краєзнавчого музею | Рішення № 216 (1105)                                |
| Поселення Козирка VIII        | Розташоване за 0,2 км на північний захід від с. Козирка, на плато                                                                     | Відкрите В. В. Рубаном у 1974 р. Площа 0,3 га, культурний шар розораний. Зібрано нечисельний керамічний матеріал, який датує пам'ятку елліністичним часом. Знахідки зберігаються у фондах Миколаївського краєзнавчого музею | Рішення № 370 (1158)                                |
| Поселення Козирка IX          | Розташоване за 0,7 км на південь від с. Козирка, на мисі балки, за 1 км на захід від лиману                                           | Відкрите В. В. Рубаном у 1974 р. Площа 2 га, потужність культурного шару 1 м. Розкопувалося у 1979–1985 рр. периферійним загоном Ольвійської експедиції. Знайдені 4 великі напівземлянки, залишки багатокамерного спорудження та близько 150 господарських ям. Зібрано велику кількість керамічного матеріалу і фрагменти гранітних зернотерток. Датується елліністичним часом. Матеріали зберігаються у фондах Інституту археології НАН України | Рішення № 370 (1159)                                |
| Поселення Козирка X           | Розташоване за 0,8 км на південний захід від с. Козирка, на схилі балки, за 0,5 км на захід від берега лиману                         | Відкрите В. В. Рубаном у 1974 р. Площа 1 га, культурний шар 0,5 м. Зібрано фрагменти ліпної кераміки та кістки тварин. Датується пізньою бронзою. Матеріали зберігаються у фондах Миколаївського краєзнавчого музею | Рішення № 216 (1106)                                |
| Поселення Козирка XI          | Розташоване за 0,9 км на південь від с. Козирка, на плато біля берега лиману                                                          | Відкрите В. В. Рубаном у 1974 р. Площа 1 га, культурний шар 0,5 м. У 1979–1981 рр. проведені невеличкі розкопки периферійним загоном Ольвійської експедиції. Розкриті залишки напівземлянки, наземної будівлі, ряд господарських ям, фрагменти кераміки. Датується архаїчним часом. Матеріали зберігаються у фондах Інституту археології НАН України | Рішення № 216 (1107)                                |
| Козирка XII (Чупринова балка) | Розташоване за 1,2 км на південь від с. Козирка, на високому плато, обмеженому берегом лиману і Чуприновою балкою                     | Відкрите загоном Миколаївського краєзнавчого музею у 1926 р. Обстежувалося загонами Ольвійської експедиції у 1932 і 1979 рр., а також Нижньобузькою експедицією Ленінградського відділення Інституту археології РАН у 1985–1989 рр. Поселення двошарове. Знайдено залишки напівземлянок та наземних будівельних комплексів більш 60 господарських ям, багато кружальної та ліпної кераміки. Датується архаїчним та елліністичним періодами. Матеріали зберігаються у фондах Інституту археології НАН України і Ленінградського відділення Інституту археології РАН | Рішення № 370 (1160)                                |
| Поселення Козирка XIV         | Розташоване за 1 км на північ від села, на плато, і за 1,2 км від берега лиману, біля дороги Миколаїв — Парутине                      | Відкрите В. В. Рубаном у 1978 р. Площа 0,5 га, культурний шар невизначений. Зібрані фрагменти кераміки. Датується архаїчним часом. Матеріали зберігаються у фондах Миколаївського краєзнавчого музею | Рішення № 216 (1109)                                |
| Поселення Козирка XV          | Розташоване за 0,7 км на північ від с. Козирка, на плато, за 1 км від берега лиману                                                   | Відкрите В. В. Рубаном у 1978 р. Площа 0,35 га, культурний шар розораний. На поверхні простежені плями напівземлянок та господарських ям, зібрано керамічний матеріал. Датується архаїчним часом. Матеріали зберігаються у фондах Миколаївського краєзнавчого музею | Рішення № 216 (1110)                                |
| Поселення Козирка XVI         | Розташоване на північно-західній околиці с. Козирка, на плато лівого берега Козирської балки                                          | Відкрите В. В. Рубаном у 1978 р. Площа 0,5 га, культурний шар не досліджений. Знайдено велику кількість різноманітної кераміки. Датується архаїчним часом. Матеріали зберігаються у фондах Миколаївського краєзнавчого музею | Рішення № 507 (1140)                                |
| Літовка Козирка XVII          | Розташована за 0,5 км на захід від с. Козирка, на північному схилі Козирської балки                                                   | Відкрите В. В. Рубаном у 1978 р. Площа 0,06 га, культурний шар не простежується. Знайдена невелика кількість кружальної кераміки. Датується архаїчним часом. Матеріали зберігаються у фондах Миколаївського краєзнавчого музею | Рішення № 507 (1141)                                |
| Поселення Козирка XVIII       | Розташоване за 0,6 км на захід від с. Козирка, на правому схилі Козирської балки                                                      | Відкрите В. В. Рубаном у 1978 р. Площа 0,5 га, культурний шар переораний. Зібрано невелику кількість гончарної кераміки. Датується архаїчним часом. Матеріали зберігаються у фондах Миколаївського краєзнавчого музею | Рішення № 507 (1142)                                |
| Поселення Козирка XIX         | Розташоване за 0,9 км на північний захід від с. Козирка, на правому схилі Козирської балки                                            | Відкрите В. В. Рубаном у 1978 р. Площа 0,5 га, культурний шар переораний. Зібрано невелику кількість кераміки архаїчного часу. Матеріали зберігаються у фондах Миколаївського краєзнавчого музею | Рішення № 507 (1143)                                |
| Поселення Козирка XX          | Розташоване за 1,1 км на північний захід від с. Козирка, на правому схилі Козирської балки                                            | Відкрите В. В. Рубаном у 1978 р. Площа 0,05 га, культурний шар розораний. Зібрано багато фрагментів амфор і фрагменти гранітних зернотерток. Датується архаїчним часом. Матеріали зберігаються у фондах Миколаївського краєзнавчого музею | Рішення № 507 (1144)                                |
| Поселення Козирка XXII        | Розташоване за 1,5 км на південь від с. Козирка, на плато біля берега                                                                 | Відкрите В. В. Рубаном у 1978 р. Площа 0,2 га, культурний шар розораний. Зібрані фрагменти амфор, мисок, зернотерток та гранітний розтиральник. Датується архаїчним часом. Матеріали зберігаються у фондах Миколаївського краєзнавчого музею | Рішення № 507 (1145)                                |
| Поселення Козирка XXIII       | Розташоване за 2,5 км на південь від с. Козирка, на правому березі Бузького лиману                                                    | Відкрите периферійним загоном Ольвійської експедиції у 1977 р. Площа 0,5 га, культурний шар 0,5 м. Зібрано підйомний матеріал, який датує поселення архаїчним часом. Матеріали зберігаються у фондах Інституту археології НАН України | Рішення № 370 (1161)                                |
| Поселення Козирка XXV         | Розташоване за 2 км на південь від с. Козирка, на плато, за 1 км на захід від лиману                                                  | Відкрите В. В. Рубаном у 1978 р. Площа 0,25 га, потужність культурного шару 0,4 м. На поверхні видно виходи вапнякового каміння. Зібрано фрагменти амфор. Датується архаїчним часом. Матеріали зберігаються у фондах Миколаївського краєзнавчого музею | Рішення № 507 (1146)                                |
| Курганна група                | Розташована за 2 км на південний захід від с. Козирка, на орному полі                                                                 | Група складається з 6 курганів висотою від 1 до 0,3 м, діаметром 15 — 10 м. Всі розорюються | Рішення № 216 (1099)                                |
| Курган № 1                    | Розташований на південній околиці с. Козирка                                                                                          | Висота 1 м, діаметр 20 м, розорюється | Рішення № 216 (1100)                                |
| Курган № 2                    | Розташований за 2,5 км на південь від с. Козирка                                                                                      | Висота 2,5 м, діаметр 30 м, задернований | Рішення № 216 (1101)                                |
| Курган № 3                    | Розташований за 1 км на північний захід від с. Козирка                                                                                | Висота 3 м, діаметр 40 м, задернований | Рішення № 216 (1102)                                |

### c.Михайлівка
| Пам'ятка   | Розташування                                     | Примітки                               | Рішення про взяття під охорону |
| ---------- | ------------------------------------------------ | -------------------------------------- | ------------------------------ |
| Курган № 1 | Розташований за 500 м на захід від с. Михайлівка | Висота 3 м, діаметр 40 м, задернований | Рішення № 216 (1130)           |
| Курган № 2 | Розташований за 1,5 км на схід від с. Михайлівка | Висота 4 м, діаметр 50 м, задернований | Рішення № 216 (1131)           |

### с.Поди
| Пам'ятка   | Розташування                                                       | Примітки                                   | Рішення про взяття під охорону |
| ---------- | ------------------------------------------------------------------ | ------------------------------------------ | ------------------------------ |
| Курган № 1 | Розташований на території с. Поди                                  | Висота 3 м, діаметр 40 м, задернований     | Рішення № 216 (1150)           |
| Курган № 2 | Розташований за 1,5 км на захід від с. Поди, біля дороги           | Висота 2,5 м, діаметр 35 м, задернований   | Рішення № 216 (1151)           |
| Курган № 3 | Розташований за 1 км на північ від с. Поди, на орному полі         | Висота його 0,5 м, діаметр 10 м, розораний |                                |
| Курган № 4 | Розташований за 1 км на північний схід від с. Поди, на орному полі | Висота 0,5 м, діаметр 10 м, розораний      |                                |

### c.Чернігівка
| Пам'ятка | Розташування                                                                  | Примітки                              | Рішення про взяття під охорону |
| -------- | ----------------------------------------------------------------------------- | ------------------------------------- | ------------------------------ |
| Курган   | Розташований за 300 м на захід від с. Чернігівка, біля молочно-товарної ферми | Висота 1,5 м, діаметр 20 м, розораний | Рішення № 216 (1217)           |

## Куцурубська сільська рада

### с.Куцуруб
| Пам'ятка                                                           | Розташування                                                                                        | Примітки | Рішення про взяття під охорону |
| ------------------------------------------------------------------ | --------------------------------------------------------------------------------------------------- | --- | ------------------------------ |
| Поселення Куцуруб І                                                | Розташоване на східній околиці с. Куцуруб, на правому високому березі Дніпровського лиману, на мису | Відкрите М. С. Синициним у 1947 р. Обстежене периферійним загоном Ольвійської експедиції у 1975 р. Розкопки проводилися у 1980–1981 рр. Нижньобузькою експедицією Ленінградського відділення Інституту археології РАН. Площа 1,5 га, культурний шар 0,5 — 0,6 м. Розкрита площа у 1555 кв. м. Розкопано кілька напівземлянок та багато господарських ям, 3 землянки та залишки наземного житла, велику кількість керамічного матеріалу. Поселення двошарове: датується архаїкою та еллінізмом. Матеріали зберігаються у фондах Інституту археології НАН України і Ленінградського відділення Інституту археології РАН | Рішення № 216 (1116)           |
| Поселення Куцуруб II                                               | Розташоване на східній околиці села, на плато правого берега Дніпровського лиману, на садибах селян | Відкрите периферійним загоном Ольвійської експедиції у 1975 р. Площа 0,6 га, культурний шар 0,3 — 0,4 м. Знайдені уламки кружальної та ліпної кераміки. Датується елліністичною культурою. Матеріали зберігаються у фондах Інституту археології НАН України | Рішення № 216 (1117)           |
| Поселення Куцуруб III                                              | Розташоване у західній частині села, на високому березі Дніпровського лиману, на городах селян      | Відкрите М. С. Синициним у 1947 р. Обстеження у 1975 і розкопки 1978 рр. проводив периферійний загін Ольвійської експедиції. Площа 1,4 га, культурний шар 0,4 — 1 м. Відкриті залишки напівземлянки, господарські ями і багато різноманітної кераміки. Датується архаїчним та елліністичним періодами. Матеріали зберігаються у фондах Інституту археології НАН України | Рішення № 216 (1118)           |
| Античний могильник, можливо, відноситься до попереднього поселення | Розташований на північ від нього на городах селян                                                   | | Рішення № 507 (1147)           |
| Курганна група № 1                                                 | Розташована за 1 км на північ від с. Куцуруб, на орному полі                                        | Група складається з 4 курганів висотою від 2 до 0,5 м, діаметри від 30 до 10 м, розорюються | Рішення № 216 (1112)           |
| Курганна група № 2                                                 | Розташована за 4,5 км на північ від с. Куцуруб, біля дороги Очаків — Миколаїв                       | Група складається з 2 курганів висотою 3 і 1,3 м, діаметром 40 і 20 м, розорюються | Рішення № 216 (1115)           |
| Курган № 1                                                         | Розташований за 2 км на північ від с. Куцуруб біля господарчого двору                               | Висота 1 м, діаметр 15 м, розорюється | Рішення № 216 (1111)           |
| Курган № 2                                                         | Розташований за 3,5 км на північний захід від с. Куцуруб, на орному полі                            | Висота 1 м, діаметр 20 м, розорюється | Рішення № 216 (1113)           |
| Курган № 3                                                         | Розташований за 7,8 км на північ від с. Куцуруб, на орному полі                                     | Висота 0,5 м, діаметр 10 м, розораний | Рішення № 216 (1114)           |

## Острівська сільська рада

### с.Матросівка
| Пам'ятка       | Розташування                                                               | Примітки                                                                    | Рішення про взяття під охорону |
| -------------- | -------------------------------------------------------------------------- | --------------------------------------------------------------------------- | ------------------------------ |
| Курганна група | Розташована за 0,5 км на південний захід від с. Матросівка, на орному полі | Складається з 2 курганів висотою 1,5 і 1 м, діаметри 20 і 15 м, розорюються | Рішення № 216 (1129)           |

### с.Острівка
| Пам'ятка           | Розташування                                                              | Примітки                                                                          | Рішення про взяття під охорону |
| ------------------ | ------------------------------------------------------------------------- | --------------------------------------------------------------------------------- | ------------------------------ |
| Курганна група № 1 | Розташована за 1 км на північний схід від с. Острівка, на орному полі     | Складається з 2 курганів висотою 1,5 і 1 м, діаметрами 20 і 15 м, розорюються     | Рішення № 216 (1135)           |
| Курганна група № 2 | Розташована за 0,6 км на північний захід від с. Острівка, на орному полі  | Група складається з 2 курганів висотою 3 і 2 м, діаметрами 30 і 20 м, розорюються | Рішення № 216 (1136)           |
| Курганна група № 3 | Розташована за 2,2 км на південь від с. Острівка, на орному полі          | Рішення № 216 (1143)                                                              |                                |
| Курган № 1         | Розташований за 1,5 км на захід від с. Острівка, на орному полі           | Висота 2 м, діаметр 25 м, задернований                                            | Рішення № 216 (1137)           |
| Курган № 2         | Розташований за 1,5 км на схід від с. Острівка, біля господарчого двору   | Висота 2 м, діаметр 25 м, задернований                                            | Рішення № 216 (1138)           |
| Курган № 3         | Розташований за 1,5 км на південь від с. Острівка, на орному полі         | Висота 2 м, діаметр 25 м, задернований                                            | Рішення № 216 (1139)           |
| Курган № 4         | Розташований за 1 км на південний схід від с. Острівка, на орному полі    | Висота 2,5 м, діаметр 30 м, задернований                                          | Рішення № 216 (1140)           |
| Курган № 5         | Розташований за 1,4 км на південний захід від с. Острівка, на орному полі | Висота 3 м, діаметр 30 м, задернований                                            | Рішення № 216 (1141)           |
| Курган № 6         | Розташований за 200 м на захід від с. Острівка, на орному полі            | Висота 1,5 м, діаметр 20 м, розорюється                                           | Рішення № 216 (1142)           |

### c.Червоне Парутине
| Пам'ятка                                  | Розташування | Примітки | Рішення про взяття під охорону |
| ----------------------------------------- | --- | --- | ------------------------------ |
| Поселення Аджигольська коса І (Аджигол І) | Розташоване за 5 км на південний схід від с. Солончаки й у 300 м на захід від Бузького лиману                    | Відкрите С. Д. Крижицьким у 1973 р. Обстежено периферійним загоном Ольвійської експедиції у 1975 р. Площа 7,5 га, культурний шар 0,6 — 0,9 м. Розкопки проводилися периферійним загоном Ольвійської експедиції у 1982 р. На площі 285 м² знайдені залишки різночасових будівель, господарські ями, багато різноманітної кераміки, монети, теракоти. Поселення багатошарове: датується архаїчним, елліністичним і римським часом, а також слов'янськими старожитностями VI-VIII ст. н. е. Матеріали зберігаються у фондах Інституту археології НАН України | Рішення № 216 (1178)           |
| Поселення Аджигольська коса II            | Розташоване за 0,2 км на південь від поселення Аджигольська коса І                                               | Відкрите периферійним загоном Ольвійської експедиції у 1975 р. Площа 6 га, культурний шар 0,7 м. На поверхні видно сіропопелясті плями з дрібним камінням. Знайдено велику кількість керамічного матеріалу і вапнякову антропоморфну стелу. Датується римським періодом. Матеріали зберігаються у фондах Інституту археології НАН України | Рішення № 216 (1179)           |
| Поселення Аджигольська коса III           | Розташоване у гирлі балки на перший заплавній терасі її лівого схилу                                             | Відкрите периферійним загоном Ольвійської експедиції у 1975 р. Площа 1 га, культурний шар 0,55 м. Знайдені численні уламки амфор та іншого кружального посуду. Датується елліністичним часом. Матеріали зберігаються у фондах Інституту археології НАН України | Рішення № 216 (1180)           |
| Літовка Аджигольська балка І              | Розташована на західному схилі балки біля її гирла                                                               | Відкрите периферійним загоном Ольвійської експедиції у 1975 р. Площа 0,35 га, культурний шар не визначений. Зібраний підйомний матеріал. Датується інгульською катакомбною культурою. Матеріали зберігаються у фондах Інституту археології НАН України |                                |
| Поселення Аджигол-мис                     | Розташоване у гирлі Алжигольської балки, на мису першої заплавної тераси                                         | Сильно зруйновано. Відкрите у 1932 р. і обстежене у 1949 р. загоном Ольвійської експедиції. Шурфовка проведена периферійним загоном Ольвійської експедиції у 1975 р. Площа, яка збереглася, 0,5 га, культурний шар 0,45 — 0,5 м. Знайдені залишки кам'яних кладок, уламки цеглин і черепиці, багато кераміки, біконічні прясла, рибальські грузила, уламки зернотерток. Датується елліністичним часом. Матеріали зберігаються у фондах Інституту археології НАН України                                                                                   | Рішення № 507 (1132)           |
| Поселення Аджигольська балка II           | Розташоване на західному схилі балки, за 200 м на південний захід від літовки Аджигольська балка І               | Відкрите периферійним загоном Ольвійської експедиції у 1975 р. Площа 0,6 га, культурний шар 0,3 м. Зібрано підйомний матеріал. Поселення двошарове: архаїка і еллінізм. Матеріали зберігаються у фондах Інституту археології НАН України |                                |
| Поселення Аджигольська балка III          | Розташоване на західному схилі балки, за 300 м на південь від поселення Аджигольська балка II, навпроти вівчарні | Відкрите периферійним загоном Ольвійської експедиції у 1975 р. Площа 0,55 га, культурний шар 0,25 м. На поверхні зустрічаються дрібні каміння зі слідами вогню. Зібрано керамічний матеріал. Датується архаїчним часом. Матеріали зберігаються у фондах Інституту археології НАН України |                                |
| Поселення Аджигольська балка IV           | Розташоване на західному схилі балки на невеликому мису, між двома вівчарнями                                    | Відкрите периферійним загоном Ольвійської експедиції у 1975 р. Площа 0,6 га, культурний шар 0,15 — 0,2 м. Зібрано підйомний матеріал, який датує поселення елліністичним часом. Матеріали зберігаються у фондах Інституту археології НАН України | Рішення № 216 (1181)           |
| Поселення Аджигольська балка V            | Розташоване на західному схилі балки біля вівчарні                                                               | Відкрите периферійним загоном Ольвійської експедиції у 1975 р. Площа 1 га, культурний шар 0,25 м. На поверхні маса дрібних камінців. Зібрано фрагменти кераміки, кістки тварин. Датується архаїчним часом. Матеріали зберігаються у фондах Інституту археології НАН України | Рішення № 216 (1182)           |
| Поселення Аджигольська балка VI           | Розташоване на західному схилі балки, яка виходить у русло похилим мисом, за 0,5 км від другої вівчарні          | Відкрите периферійним загоном Ольвійської експедиції у 1975 р. Площа 0,4 га, культурний шар 0,1 — 0,15 м. Зібрано керамічний матеріал, який датує поселення елліністичним та римським часом. Знахідки зберігаються у фондах Інституту археології НАН України | Рішення № 216 (1183)           |
| Поселення Аджигольська балка VII          | Розташоване на західному схилі балки, на місті її повороту на південний схід                                     | Відкрите периферійним загоном Ольвійської експедиції у 1975 р. Площа З га, культурний шар 0,45 м. На розораній поверхні видно кілька темних сірозолистих плям, де скупчено дрібне каміння, кераміка та кістки тварин. Датується архаїчним та елліністичним часом. У 100 м на північ від поселення, ймовірно, розташований некрополь античного часу, площа якого приблизно 0,2 га. Матеріали зберігаються у фондах Інституту археології НАН України | Рішення № 216 (1184)           |
| Поселення Аджигольська балка VIII         | Розташоване на західному дуже похилому схилі балки, за 1 км на північ від дороги Очаків — Парутине               | Відкрите периферійним загоном Ольвійської експедиції у 1975 р. Площа 0,4 га, культурний шар 0Д5 м. Поселення двошарове. Підйомний матеріал датує його архаїкою та еллінізмом. Матеріали зберігаються у фондах Інституту археології НАН України | Рішення № 216 (1185)           |
| Поселення Аджигольська балка IX           | Розташоване на західному схилі балки, за 60 м на північ від дороги Парутине — Очаків                             | Відкрите периферійним загоном Ольвійської експедиції у 1975 р. Площа 0,5 га, культурний шар зруйнований плантажною оранкою. На території поселення виявлені залишки хутора XIX ст. н. е. Зібрано підйомний матеріал, який датує пам'ятку архаїчним часом. Знахідки зберігаються у фондах Інституту археології НАН України | Рішення № 216 (1186)           |
| Поселення Аджигольська балка X            | Розташоване на східному схилі балки, за 0,5 км на схід від тваринницької ферми                                   | Відкрите та обстежене периферійним загоном Ольвійської експедиції у 1975 р. Площа поселення 1,2 га, культурний шар 1,2 м. Поселення примикає до трьох невеликих курганів. На його площі зустрічається середніх розмірів каміння. Зібрано багато різноманітної кераміки, яка датує поселення архаїчним часом. Матеріали зберігаються у фондах Інституту археології НАН України | Рішення № 216 (1187)           |
| Поселення Аджигольська балка XI           | Розташоване на східному схилі балки, у 2,5 км на північ від дороги Очаків — Парутине                             | Відкрите периферійним загоном Ольвійської експедиції у 1975 р. Площа 2,5 км, культурний шар 0,35 м. Зібрано велику кількість різноманітної кераміки, яка датує поселення архаїчним та елліністичним часом. Матеріали зберігаються у фондах Інституту археології НАН України | Рішення № 216 (1188)           |
| Поселення Аджигольська балка XII          | Розташоване на східному похилому схилі балки, за 950 м на північ від дороги Очаків — Парутине                    | Відкрите та обстежене периферійним загоном Ольвійської експедиції у 1975 та 1976 рр. Площа 2 га, культурний шар 0,25 м. Зібрано велику кількість кераміки, переважно амфор. Датується архаїчним часом. Матеріали зберігаються у фондах Інституту археології НАН України | Рішення № 216 (1189)           |
| Поселення Аджигольська балка XIII         | Розташоване на східному схилі балки, на місці її повороту на північний захід                                     | Відкрите периферійним загоном Ольвійської експедиції у 1975 р. Площа 0,8 га, культурний шар майже змитий. Зібрано велику кількість амфорного матеріалу. Датується римським часом. Матеріали зберігаються у фондах Інституту археології НАН України | Рішення № 216 (1190)           |
| Поселення Аджигольська балка XIV          | Розташоване за 4 км на південь від с. Червоне Парутине, на західному схилі балки та невеличкому її відрозі       | Відкрите периферійним загоном Ольвійської експедиції у 1975 р. Площа 10 га, культурний шар 1 — 1,1 м. Зібрано численний керамічний матеріал, уламки кам'яних зернотерток. Поселення багатошарове: архаїка, еллінізм і рим. На поселенні також зустрічається кераміка доби середньої і пізньої бронзи. Матеріали зберігаються у фондах Інституту археології НАН України | Рішення № 216 (1191)           |
| Курганна група № 1                        | Розташована за 4,5 км на північний захід від с. Червоне Парутине, на орному полі                                 | Група складається з 2 курганів висотою 2 і 0,5 м, діаметрами 20 і 10 м, розорюються | Рішення № 216 (1083)           |
| Курганна група № 2                        | Розташована за 4 км на південь, південний захід від с. Червоне Парутине                                          | Група складається з 2 курганів висотою 0,7 і 0,5 м, діаметрами по 10 м, розорюються | Рішення № 216 (1089)           |
| Курганна група № 3                        | Розташована за 6 км на південь від с. Червоне Парутине, на орному полі                                           | Група складається з 3 курганів висотою від 5 до 1 м, діаметри від 60 до 15 м. Перший курган задернований, два інші розорюються | Рішення № 216 (1092)           |
| Курганна група № 4                        | Розташована за 2,5 км на південний захід від с. Червоне Парутине, на орному полі                                 | Група складається з 4 курганів висотою від 1,3 до 1 м, діаметром по 15 м, розорені | Рішення № 216 (1095)           |
| Курганна група № 5                        | Розташована за 10,5 км на південний захід від с. Червоне Парутине, на орному полі                                | Група складається з 2 курганів висотою 1,5 і 1 м, діаметром 20 і 15 м, розорюються | Рішення № 216 (1096)           |
| Курганна група № 6                        | Розташована за 4,5 км на південний захід від с. Червоне Парутине, на орному полі                                 | Група складається з 3 курганів висотою від 2,3 до 0,5 м, діаметрами від 30 до 10 м, розорені |                                |
| Курган № 1                                | Розташований за 3 км на північний захід від с. Червоне Парутине                                                  | Висота 2 м, діаметр 20 м, задернований | Рішення № 216 (1084)           |
| Курган № 2                                | Розташований за 7 км на південь від с. Червоне Парутине                                                          | Висота 0,5 м, діаметр 10 м, розорюється | Рішення № 216 (1085)           |
| Курган № 3                                | Розташований за 6 км на південь від с. Червоне Парутине, на орному полі                                          | Висота 2 м, діаметр 20 м, задернований | Рішення № 216 (1086)           |
| Курган № 4                                | Розташований за 8 км на південний захід від с. Червоне Парутине, на орному полі                                  | Висота 3 м, діаметр 40 м, задернований | Рішення № 216 (1087)           |
| Курган № 5                                | Розташований за 6,5 км на південний захід від с. Червоне Парутине, на орному полі                                | Висота 1 м, діаметр 15 м, розорюється | Рішення № 216 (1088)           |
| Курган № 6                                | Розташований за 6,2 км на південний захід від с. Червоне Парутине, на орному полі                                | Висота 1,5 м, діаметр 20 м, задернований | Рішення № 216 (1090)           |
| Курган № 7                                | Розташований за 5,7 км на південний захід від с. Червоне Парутине, на орному полі                                | Висота 3,5 м, діаметр 50 м, задернований | Рішення № 216 (1091)           |
| Курган № 8                                | Розташований за 4 км на південний захід від с. Червоне Парутине, на орному полі біля дороги                      | Висота 2 м, діаметр 30 м, задернований | Рішення № 216 (1093)           |
| Курган № 9                                | Розташований за 10 км на південний захід від с. Червоне Парутине, на орному полі                                 | Висота 4 м, діаметр 35 м, задернований | Рішення № 216 (1094)           |
| Курган № 10                               | Розташований за 8,6 км на південний захід від с. Червоне Парутине, на орному полі                                | Висота 5 м, діаметр 60 м, задернований | Рішення № 216 (1097)           |

## Парутинська сільська рада

### с.Каталине
| Пам'ятка                  | Розташування | Примітки | Рішення про взяття під охорону |
| ------------------------- | --- | --- | ------------------------------ |
| Поселення Кателине І      | Розташоване на північно-західній околиці с. Кателине, на правому похилому схилі Кателинської балки, за 1 км на захід від лиману | Відкрите загоном Миколаївського краєзнавчого музею у 1925 р. Обстежено В. В. Рубаном у 1974 р. Площа 2,3 га, культурний шар 0,5 м. Зібрано численний підйомний матеріал. Поселення багатошарове: пізня бронза, архаїка, еллінізм. Матеріали зберігаються у фондах Миколаївського краєзнавчого музею                                                           | Рішення № 370 (1153)           |
| Поселення Кателине II     | Розташоване на східній околиці с. Кателине біля маяка, на правому березі Бузького лиману                                        | Відкрите периферійним загоном Ольвійської експедиції у 1932 р. Площа 1,5 га, культурний шар 1,4 м. Майже повністю зруйноване будівлями. Зібрано підйомний матеріал, який датує поселення архаїчним, елліністичним та римським часом. Матеріали зберігаються у фондах Інституту археології НАН України                                                         | Рішення № 507 (1137)           |
| Поселення Кателине III    | Розташоване за 0,3 км на північ від с. Кателине, на південному схилі Кателинської балки                                         | Відкрите В. В. Рубаном у 1974 р. Площа поселення 0,54 га. Культурний шар не простежується. Зібрано підйомний матеріал, який датує поселення архаїчним часом. Знахідки зберігаються у фондах Миколаївського краєзнавчого музею | Рішення № 507 (1138)           |
| Поселення Кателине IV     | Розташоване за 0,5 км на північ від с. Кателине, на плато правого берега Бузького лиману                                        | Відкрите В. В. Рубаном у 1974 р. Площа 0Д5 га, культурний шар 0,15 — 0,2 м. Зібрано керамічний матеріал переважно з амфор. Датується архаїчним часом. Знахідки зберігаються у фондах Миколаївського краєзнавчого музею | Рішення № 507 (1139)           |
| Антична садиба Кателине V | Розташоване за 0,5 км на південь від с. Кателине, на плато правого берега Бузького лиману                                       | Відкрите В. В. Рубаном у 1974 р. Площа 0,5 га, культурний шар 0,6 м, задернований. У 1999–2000 рр. проведені розкопки експедицією Миколаївського краєзнавчого музею. Знайдені залишки кам'яних будівель, фрагменти кружальної кераміки та свинцеве пряслице. Датується елліністичним часом. Матеріали зберігаються у фондах Миколаївського краєзнавчого музею | Рішення № 370 (1154)           |
| Курганна група № 1        | Розташована за 0,5 км на північний захід від с. Кателине                                                                        | Група складається з 5 курганів висотою від 3 до 0,5 м, діаметри від 40 до 10 м. Всі розорені | Рішення № 216 (1119)           |
| Курганна група № 2        | Розташована за 2,8 км на захід від с. Кателине, на орному полі                                                                  | Група складається з 2 курганів висотою 2 і 1 м, діаметри 25 і 15 м. Розорені | Рішення № 216 (1120)           |
| Курган № 1                | Розташований за 1,5 км на південний захід від с. Кателине, на орному полі. Висота 1 м, діаметр 15 м, розорюється                | Рішення № 216 (1121) |                                |
| Курган № 2                | Розташований за 1 км на південь від с. Кателине, на орному полі                                                                 | Висота 1,5 м, діаметр 20 м, розорюється | Рішення № 216 (1122)           |
| Курган № 3                | Розташований у західній частині с. Кателине, на городах селян                                                                   | Висота 2,3 м, діаметр 30 м, розораний |                                |

### c.Парутине
| Пам'ятка                                                  | Розташування                                                                                                | Примітки | Рішення про взяття під охорону |
| --------------------------------------------------------- | --- | --- | ------------------------------ |
| Антична садиба Волоська коса І                            | Розташована за 0,3 км на північ від с. Парутине, у 0,1 км від берега Бузького лиману                        | Відкрита В. В. Рубаном у 1974 р. Площа 0,09 га, культурний шар не досліджений. Зібрано підйомний матеріал, який датує садибу ранньоелліністичним часом. Документація зберігається у фондах Миколаївського краєзнавчого музею | Рішення № 216 (1167)           |
| Антична садиба Волоська коса II                           | Розташована за 1,6 км на північ від с. Парутине, на плато у 100 м від берега лиману                         | Відкрита В. В. Рубаном у 1974 р. Площа 0,12 га, культурний шар не досліджений. Зібрано підйомний матеріал, який датує пам'ятку ранньоелліністичним часом. Документація зберігається у фондах Миколаївського краєзнавчого музею | Рішення № 216 (1168)           |
| Антична садиба Волоська коса III                          | Розташована за 0,3 км на північ від с. Парутине, на березі лиману                                           | Відкрита В. В. Рубаном у 1974 р. Майже повністю зруйнована береговою абразією. Підйомний матеріал датує садибу ранньоелліністичним часом. Документація зберігається у фондах Миколаївського краєзнавчого музею | Рішення № 507 (1153)           |
| Антична садиба Волоська коса IV                           | Розташована за 0,5 км на північ від с. Парутине, у 0,5 км від Бузького лиману                               | Відкрита В. В. Рубаном у 1974 р. Датується елліністичним часом. Матеріали зберігаються у фондах Миколаївського краєзнавчого музею | Рішення № 507 (1154)           |
| Антична садиба Волоська коса V                            | Розташоване за 1,2 км на північ від с. Парутине, на південь від коси на плато                               | Відкрита В. В. Рубаном у 1974 р. Майже повністю зруйнована кар'єром. Знайдений матеріал датує її елліністичним часом. Документація зберігається у фондах Миколаївського краєзнавчого музею | Рішення № 507 (1155)           |
| Антична садиба Волоська коса VI                           | Розташована за 1,3 км на північ від с. Парутине, на плато над косою                                         | Відкрита В. В. Рубаном у 1974 р. Площа і культурний шар не встановлені. Датується елліністичним часом. Матеріали зберігаються у фондах Миколаївського краєзнавчого музею | Рішення № 370 (1164)           |
| Поселення Волоська коса VII                               | Розташоване біля північної околиці с. Парутине, за 1 км на захід від лиману                                 | Відкрито В. В. Рубаном у 1974 р. Площа приблизно 1 га, культурний шар розораний. Речові знахідки датують поселення ранньоелліністичним часом. Матеріали зберігаються у фондах Миколаївського краєзнавчого музею | Рішення № 507 (1156)           |
| Антична садиба Волоська коса VIII                         | Розташована на північній околиці с. Парутине, за 0,8 км на захід від берега лиману                          | Відкрита В. В. Рубаном у 1974 р. Культурний шар майже повністю змитий. Матеріал датує поселення ранньоелліністичним часом | Рішення № 507 (1157)           |
| Поселення Волоська коса IX                                | Розташоване за 1,5 км на південний схід від с. Прибузьке, 0,5 км від берега лиману                          | Відкрите В. В. Рубаном у 1974 р. Площа 0,3 га, культурний шар 0,12 — 0,2 м. Підйомний матеріал датує поселення черняхівською культурою. Документація зберігається у фондах Миколаївського краєзнавчого музею | Рішення № 216 (1165)           |
| Поселення Волоська коса X                                 | Розташоване за 1,7 км на північ від с. Парутине, у 150 м від берега лиману                                  | Відкрите В. В. Рубаном у 1974 р. Площа 0,03 га, культурний шар не досліджений. Датується ранньоелліністичним часом. Матеріали зберігаються у фондах Миколаївського краєзнавчого музею | Рішення № 507 (1158)           |
| Поселення Волоська коса XI                                | Розташоване за 1,1 км на північ від с. Парутине, між косою та курганом «Волоська могила»                    | Відкрите В. І. Гошкевичем. Обстежено загоном Ольвійської експедиції у 1932 р. та загоном Миколаївського краєзнавчого музею у 1974 р. Площа 0,24 га, культурний шар 0,3 м. В обривах берега видно залишки кам'яних кладок. Знахідки датують поселення елліністичним часом та черняхівською культурою. Матеріали зберігаються у фондах Інституту археології НАН України і Миколаївського краєзнавчого музею                                                                                            | Рішення № 216 (1166)           |
| Антична садиба Волоська коса XII                          | Розташована за 1 км на північ від с. Парутине, на плато, 0,5 км від лиману                                  | Відкрита В. В. Рубаном у 1974 р. Садиба розорана плантажем. Знахідки датують поселення елліністичним часом. Матеріали зберігаються у фондах Миколаївського краєзнавчого музею | Рішення № 507 (1159)           |
| Антична садиба Волоська коса XIII                         | Розташована за 2 км на північ від с. Парутине, на високому березі лиману, біля північного краю коси         | Відкрита В. В. Рубаном у 1974 р. Площа та культурний шар не встановлені. Зібраний матеріал датує пам'ятку елліністичним часом. Матеріали зберігаються у фондах Миколаївського краєзнавчого музею | Рішення № 370 (1165)           |
| Антична садиба Волоська коса XIV                          | Розташована за 1,8 км на північ від с. Парутине, на крутому березі Бузького лиману                          | Частково зруйновано береговою абразією. Відкрита В. В. Рубаном у 1974 р. Зібрано підйомний матеріал, який датує поселення ранньоелліністичним часом. Матеріали зберігаються у фондах Миколаївського краєзнавчого музею | Рішення № 507 (1160)           |
| Антична садиба Волоська коса XV                           | Розташована за 0,7 км на північ від с. Парутине, на плато у 0,5 км від берега лиману                        | Відкрита В. В. Рубаном у 1974 р. Зруйнована оранкою. Зібрано підйомний матеріал, який датує поселення ранньоелліністичним часом. Матеріали зберігаються у фондах Миколаївського краєзнавчого музею | Рішення № 507 (1161)           |
| Поселення Закісова балка І                                | Розташоване за 3,5 км на південь від с. Парутине, на плато правого берега Бузького лиману                   | Відкрито загоном Ольвійської експедиції у 1932 р. Широкомасштабні роботи проведені у 1948–1949 рр. загоном Ольвійської експедиції. Охоронні розкопки проводилися у 1973 р. периферійним загоном Ольвійської експедиції. Площа поселення 20 га, культурний шар 1 — 1,2 м. Поселення двошарове, знайдені залишки кам'яних та заглиблених у землю будівель. Багато різноманітної кераміки. Датується архаїчним та елліністичним часом. Матеріали зберігаються у фондах Інституту археології НАН України | Рішення № 370 (1162)           |
| Поселення Закісова балка II                               | Розташоване за 4 км на південь від с. Парутине, на плато правого берега Бузького лиману                     | Відкрите у 1932 р. загоном Ольвійської експедиції. Невеличкі розкопки проведені у 1948–1949 рр. Ф. М. Штітельман. Обстежено у 1975 р. периферійним загоном Ольвійської експедиції. Площа 10,5 га, культурний шар 0,7 — 0,8 м. Поступово руйнується береговою абразією. Знайдені залишки сирцево-кам'яних будівель. Багато різноманітної кераміки. Датується елліністичним часом. Матеріали зберігаються у фондах Інституту археології НАН України                                                    | Рішення № 370 (1163)           |
| Антична садиба Парутине І                                 | Розташована на північно-західній околиці с. Парутине, на правому схилі Парутинської балки, на садибах селян | Відкрита Г. С. Русяєвою у 1968 р. Площа приблизно 0,25 га, культурний шар розораний. Знайдені залишки кам'яної будівлі та 2 піфоси, вкопані у землю, керамічний матеріал. Датується елліністичним часом. Матеріали зберігаються у фондах Інституту археології НАН України | Рішення № 507 (1162)           |
| Поселення Широка балка І (можливо, окремі античні садиби) | Розташоване за 1,5 км на південь від с. Парутине, на плато південного схилу Широкої балки                   | Відкрите загоном Ольвійської експедиції у 1932 р. Досліджувалось загонами Ольвійської експедиції у 1948–1950 рр. та 1980 р. Площа 20 га, культурний шар Розташований окремими ділянками і досягає потужності 1 м. Знайдено 6 напівземлянок і 18 зернових ям, також знайдені залишки кам'яної багатокамерної будівлі, багато різноманітної кераміки. Датується архаїкою та еллінізмом. Матеріали зберігаються у фондах Інституту археології НАН України                                               | Рішення № 370 (1166]           |
| Антична садиба Широка балка V                             | Розташована за 2 км на південь від с. Парутине, на плато у верхів'ї Безіменної балки                        | Відкрита В. М. Отрешко у 1975 р. Площа 0,16 га, культурний шар розораний оранкою. На поверхні багато дрібного каміння. Зібрана кераміка датує поселення елліністичним часом. Матеріали зберігаються у фондах Інституту археології НАН України | Рішення № 507 (1163)           |
| Курганна група № 1                                        | Розташована за 2 км на південний захід від с. Парутине, на орному полі                                      | Група складається з 2 курганів висотою 6 і 1,5 м, діаметри 70 і 20 м. Перший задернований, другий розорюється | Рішення № 216 (1158)           |
| Курганна група № 2                                        | Розташована за 0,7 км на захід від с. Парутине, на орному полі                                              | Група складається з 3 курганів висотою 1 — 0,5 м, діаметри 15 — 10 м. Розорюються | Рішення № 216 (1159)           |
| Курганна група № 3                                        | Розташована за 1,1 км на захід від с. Парутине, на орному полі                                              | Група складається з 2 курганів висотою 1,5 і 1 м, діаметрами 20 і 15 м. Розорюються | Рішення № 218 (1161)           |
| Курганна група № 4                                        | Розташована за 3 км на захід від с. Парутине, біля лісосмуги, на орному полі                                | Група складається з 8 курганів висотою 6 — 1 м, діаметрами 70 — 20 м. Перший задернований, інші розорюються | Рішення № 216 (1162)           |
| Курганна група № 5                                        | Розташована за 1 км на північний захід від с. Парутине, на орному полі                                      | Група складається з 2 курганів висотою 4 і 1 м, діаметрами 50 і 10 м. Перший задернований, другий розорюється | Рішення № 216 (1163)           |
| Курган № 1                                                | Розташований за 0,7 км на північ від с. Парутине                                                            | Висота 5 м, діаметр 60 м, задернований | Рішення № 216 (1157)           |
| Курган № 2                                                | Розташований за 2,5 км на південний захід від с. Парутине                                                   | Висота 3 м, діаметр 40 м, задернований | Рішення № 216 (1160)           |
| Курган № 3                                                | Розташований за 3,7 км на захід від с. Парутине                                                             | Висота 2 м, діаметр 30 м, задернований | Рішення № 216 (1164)           |
| Курган № 4                                                | Розташований за 0,5 км на захід від с. Парутине                                                             | Висота 2 м, діаметр 25 м, задернований |                                |

### c.Прибузьке
| Пам'ятка                             | Розташування | Примітки | Рішення про взяття під охорону |
| ------------------------------------ | --- | --- | ------------------------------ |
| Городище Чортувате Урочище           | Розташовувалося Біля Урочища c. Прибузьке, на високому правому березі Бузького лиману                            | Відкрите Уваровим О. С. Обстежене загоном Ольвійської експедиції У 1932 Р. Площа 214X107 м. Культурний шар не досліджений. В наш час точне його місцезнаходження невідомо. Матеріали зберігаються у фондах Інституту археології НАН України |                                |
| Поселення Чортувате І (Крутий узвіз) | Розташоване за 1 км на північ від с. Прибузьке, на високому правому березі Бузького лиману, біля Кротової балки  | Відкрито Г. К. Келером у. 1804 р., обстежено О. С. Уваровим у 1848 р., загонами Миколаївського краєзнавчого музею і Ольвійської експедиції у 1928, 1931–1932 рр. Розкопки проводила Ольвійська експедиція у 1938–1940 рр. та Причорноморська експедиція КДУ у 1956 р. Також у 1974 р. тут проводив дослідження загін Миколаївського краєзнавчого музею. Площа поселення 1 га, культурний шар до 1,4 м. Знайдено залишки кам'яних будівель, які, складали великий комплекс, багато господарських ям, різноманітної кераміки, монет. Поселення багатошарове: архаїка, еллінізм, черняхівська культура. Матеріали зберігаються у фондах Інституту археології НАН України, КДУ та Миколаївського краєзнавчого музею | Рішення № 370 (1167)           |
| Поселення Чортувате II               | Розташоване на східній околиці с. Прибузьке, на березі лиману, між двома ярами                                   | Відкрите В. В. Рубаном у 1974 р. Площа 70 га, культурний шар 0,5 — 0,6 м. Розкопки проведені у 1975–1976 рр. загоном Миколаївського краєзнавчого музею та периферійним загоном Ольвійської експедиції. Знайдені залишки 2 напівземлянок, наземних кам'яних будівель, господарські ями, багато кераміки, монети. В цілому зафіксовані залишки 7 античних садиб. Датується архаїчним та елліністичним часом. Матеріали зберігаються у фондах Миколаївського краєзнавчого музею та Інституту археології НАН України | Рішення № 370 (1168)           |
| Поселення Чортувате III              | Розташоване за 0,5 км на північний схід від с. Прибузьке, на північному схилі Чортуватої балки                   | Відкрите В. В. Рубаном у 1974 р. Площа приблизно 0,25 га, культурний шар не досліджений. Зібрано підйомний матеріал, який датує пам'ятку архаїчним часом. Знахідки зберігаються у фондах Миколаївського краєзнавчого музею | Рішення № 216 (1153)           |
| Поселення Чортувате IV               | Розташоване на північній околиці с. Прибузьке, на північному схилі Чортуватої балки, за 1 км на захід від лиману | Відкрите В. В. Рубаном у 1974 р. Площа 0,24 га, культурний шар не визначений. Розоране. Знахідки датують поселення архаїчним часом. Матеріали зберігаються у фондах Миколаївського краєзнавчого музею | Рішення № 216 (1154)           |
| Поселення Чортувате V                | | |                                |
| Поселення Чортувате VI               | Розташоване за 0,4 км на північний схід від с. Прибузьке, на березі лиману                                       | Відкрите В. В. Рубаном у 1974 р. Площа 0,15 га, культурний шар 0,4 м. Підйомний матеріал датує поселення елліністичним часом | Рішення № 216 (1155)           |
| Поселення Чортувате VII              | Розташоване за 1,5 км на північ від с. Прибузьке, на плато між Чортуватою та Каталинською балками                | Відкрите В. В. Рубаном у 1974 р. Площа 50 га, культурний шар досягає 1,2 — 1,5 м. Розкопки проводилися у 1981–1984 рр. периферійним загоном Ольвійської експедиції. На площі 6000 м² знайдено 20 землянок та напівземлянок, багато господарських ям і інших заглиблень різного призначення. Залишки наземного комплексу будівель, багато кераміки та інших предметів. Поселення двошарове і складається з кількох садиб. Датується архаїчним та елліністичним часом. Матеріали зберігаються у фондах Інституту археології НАН України Рішення № 370 (1169) |                                |
| Могильник Чортувате                  | | |                                |
| Курганна група                       | Розташована за 2,5 км на захід від с. Прибузьке, на орному полі                                                  | Група складається з 2 курганів висотою по 0,3 м, діаметром по 10 м, розорюються | Рішення № 216 (1152)           |

## Покровська сільська рада
| Пам'ятка            | Розташування                                                                                         | Примітки | Рішення про взяття під охорону |
| ------------------- | --- | --- | ------------------------------ |
| Кінбурнська фортеця | Розташована на західному краю півострова, на лівому березі Дніпровського лиману, навпроти м. Очакова | Поселення виникло у XIV ст. н. е. Через два століття турками була збудована фортеця. Існувала з перебудовами до 1855 р. Неодноразово обстежувалася співробітниками Миколаївського краєзнавчого музею та інших наукових установ. На території фортеці зустрічається багато матеріалу середньовічного і нового часу. Матеріали зберігаються у фондах Миколаївського краєзнавчого музею |                                |
| Поселення Римби     | Розташоване на території бази відпочинку Миколаївського морського порту                              | Відкрите та прошурфоване А. В. Майстренко у 1997 р. Площа не визначена, культурний шар 0,7 — 0,9 м. Знайдені фрагменти кісток і кружального посуду. Датується середньовіччям. Матеріали зберігаються у фондах Миколаївського краєзнавчого музею |                                |

### с.Покровські хутори
| Пам'ятка                   | Розташування                                                                                             | Примітки | Рішення про взяття під охорону |
| -------------------------- | --- | --- | ------------------------------ |
| Поселення Комендантське І  | Розташоване за 2 км на схід від с. Покровські хутори, у 600 м на південь від берега Дніпровського лиману | Відкрите А. В. Майстренко у 1993 р. Площа 4,5 га, культурний шар досягає 1,2 м. Поселення багатошарове: культура багатопружкової кераміки, сабатинівська культура, античність, середньовіччя. Матеріали зберігаються у фондах Миколаївського краєзнавчого музею | Рішення № 507 (1172)           |
| Поселення Комендантське II | Розташоване за 3 км на схід від с. Покровські хутори, 1,5 км на південь від Дніпровського лиману         | Відкрите А. В. Майстренко у 1996 р. Площа приблизно 1,5 га, культурний шар задернований. Зібрано середньовічну кераміку та монети. Матеріали зберігаються у фондах Миколаївського краєзнавчого музею                                                            | Рішення № 507 (1173)           |
| Поселення Волижин ліс      | Розташоване на березі Дніпровського лиману, на території заповідника «Волижин ліс»                       | Відкрите А. В. Майстренко. Площа та культурний шар не визначені. На поверхні зустрічається багато кераміки періодів фінальної бронзи та середньовіччя. Матеріали зберігаються у фондах Миколаївського краєзнавчого музею                                        |                                |

### с.Василівка
| Пам'ятка              | Розташування                                                                         | Примітки | Рішення про взяття під охорону |
| --------------------- | ------------------------------------------------------------------------------------ | --- | ------------------------------ |
| Поселення Кучугури І  | Розташоване на західній околиці с. Василівка, на лівому березі Дніпровського лиману  | Відкрите периферійним загоном Ольвійської експедиції у 1976 р. Обстежене загоном Миколаївського краєзнавчого музею у 1985 р. Площа 4,5 га, культурний шар 0,2 — 0,4 м. Зібрано підйомний матеріал, який датує поселення енеолітом та ранньою бронзою | Рішення № 507 (1129)           |
| Поселення Кучугури II | Розташоване за 1 км на захід від с. Василівка, на лівому березі Дніпровського лиману | Відкрите периферійним загоном Ольвійської експедиції у 1976 р. Зібрані фрагменти ліпного посуду. Датується інгульською катакомбною культурою та пізньою бронзою. Матеріали зберігаються у фондах Інституту археології НАН України                    | Рішення № 507 (1130)           |

### с.Покровка
| Пам'ятка                          | Розташування                                                                                       | Примітки | Рішення про взяття під охорону |
| --------------------------------- | -------------------------------------------------------------------------------------------------- | --- | ------------------------------ |
| Літовка Кучугури III (Покровка І) | Розташована за З км на захід від с. Покровка на дюнах недалеко від моря                            | Відкрита А. В. Майстренко у 1981 р. Площа 2 га, культурний шар розвіяний. Зібрані фрагменти кераміки давньоямної культури. Матеріали зберігаються у фондах Миколаївського краєзнавчого музею | Рішення № 507 (1164)           |
| Літовка Покровка-коса             | Розташована за 5 км на захід від с. Покровка, у 0,2 км на північ від моря між дюнами               | Відкрита В. І. Нікітіним. У 1999–2000 рр. ним проведені розкопки. Площа приблизно 0,07 га, культурний шар 0,05 м. Розкопана ділянка у 148 кв. м. Знайдені фрагменти кераміки, кістки тварин, знаряддя з кременю та каміння. Датується інгульською катакомбною культурою, культурою багатопружкової кераміки та пізньою бронзою                                                                         | Рішення № 216 (1170)           |
| Літовка Покровка, II              | Розташована за 1,5 км на північний захід від поселення Кучугури III, між озером та морем, на дюнах | Зафіксована А. В. Майстренко. Площа 0,5 га, культурний шар розвіяний. Зібрана ліпна кераміка доби бронзи. Матеріали зберігаються у фондах Миколаївського краєзнавчого музею | Рішення № 507 (1165)           |
| Стоянка Покровка III              | Розташована за 1 км на північ від стоянки Покровка II, у 200 м на північ від берега моря           | Відкрита А. В. Майстренко у 1989 р. Площа 0,5 га, культурний шар розвіяний. Зібрана кераміка датується білозерською культурою. Матеріали зберігаються у фондах Миколаївського краєзнавчого музею | Рішення № 507 (1169)           |
| Поселення Покровка IV             | Розташоване за 2 км на північний захід від с. Покровка, на березі стариці                          | Відкрите експедицією Миколаївського державного педагогічного університету в 1996 р. Площа 0,8 га, культурний шар 0,5 — 0,6 м. В цьому ж році був закладений розкоп у 100 кв. м. Знайдено багато ліпної та кружальної кераміки, вироби з заліза та бронзи. Поселення багатошарове: середня і пізня бронза, античність, середньовіччя. Матеріали зберігаються у фондах Миколаївського краєзнавчого музею | Рішення № 507 (1166)           |

Деякі пам'ятки археології, які розташовані в районі дюн (кучугур), внаслідок переміщення останніх зникають на тривалий термін з поверхні, а замість них з'являються нові, ще не зафіксовані дослідниками

## Рівненська сільська рада

### с.Березань
| Пам'ятка       | Розташування                                                | Примітки | Рішення про взяття під охорону |
| -------------- | ----------------------------------------------------------- | --- | ------------------------------ |
| Курганна група | Розташована за 1 км на схід від с. Березань, на орному полі | Група складається з 5 курганів. Висота більшого 3,5 м, діаметр 45 м, схили розорані. Інші кургани висотою від 1,5 до 0,7 м, діаметрами від 25 до 10 м, розорюються | Рішення № 216 (1071)           |

### с.Благодатне
| Пам'ятка       | Розташування                                                                                  | Примітки                                                                              | Рішення про взяття під охорону |
| -------------- | --------------------------------------------------------------------------------------------- | ------------------------------------------------------------------------------------- | ------------------------------ |
| Курганна група | Розташована за 3,3 км на південний схід від с. Благодатне, біля лісосмуги                     | Група складається з 2 курганів висотою 1,2 і 0,5 м, діаметрами 15 і 10 м, розорюються | Рішення № 216 (1062)           |
| Курган № 1     | Розташований за 6,2 км на північний схід від с. Благодатне                                    | Висота 2 м, діаметр 40 м, розорюється                                                 | Рішення № 216 (1058)           |
| Курган № 2     | Розташований за 3 км на північний схід від с. Благодатне, біля дороги                         | Висота 3 м, діаметр 40 м                                                              | Рішення № 216 (1059)           |
| Курган № 3     | Розташований за 2,8 км на схід від с. Благодатне, біля дороги                                 | Висота 1 м, діаметр 15 м, розорюється                                                 | Рішення № 216 (1060)           |
| Курган № 4     | Розташований за 1,9 км на північний схід від с. Благодатне, на орному полі                    | Висота 1,5 м, діаметр 20 м, розораний                                                 | Рішення № 216 (1061)           |
| Курган № 5     | Розташований за 1,8 км на південь від с. Благодатне. Висота 3,5 м, діаметр 50 м, задернований | Рішення № 216 (1063)                                                                  |                                |
| Курган № 6     | Розташований за 1,5 км на південь від с. Благодатне, біля господарчого двору                  | Висота 3 м, діаметр 40 м, схили розорані                                              | Рішення № 216 (1064)           |
| Курган № 7     | Розташований за 3,7 км на південний схід від с. Благодатне, на орному полі                    | Висота 0,7 м, діаметр 10 м, розораний                                                 | Рішення № 216 (1065)           |
| Курган № 8     | Розташований за 2 км на південний схід від с. Благодатне, на орному полі                      | Висота 2 м, діаметр 30 м, розораний                                                   | Рішення № 216 (1066)           |

### с.Їжицьке
| Пам'ятка              | Розташування                                                                   | Примітки | Рішення про взяття під охорону |
| --------------------- | ------------------------------------------------------------------------------ | --- | ------------------------------ |
| Поселення Їжицьке І   | Розташоване на східній околиці с. Їжицьке, на мису яра                         | Відкрите периферійним загоном Ольвійської експедиції у 1974 р. Площа 36 га, культурний шар 0,15 — 0,2 м, розораний. Зібрано багато ліпної та кружальної кераміки. Датується добою пізньої бронзи та еллінізмом. Матеріали зберігаються у фондах Інституту археології НАН України                            | Рішення № 216 (1082)           |
| Поселення їжицьке II  | Розташоване на південно-східній околиці с. їжицьке, на протилежному схилі      | Відкрите периферійним загоном Ольвійської експедиції у 1974 р. Площа 0,16 га, культурний шар 0,5 м, розорюється. Знайдені залишки заглибленої будівлі. Зібрано багато керамічного матеріалу, який датує поселення черняхівською культурою. Матеріали зберігаються у фондах Інституту археології НАН України | Рішення № 216 (1080)           |
| Могильник їжицьке III | Розташований за 0,3 км на схід від поселення їжицьке II, на одному схилі балки | Відкрите Ольвійською експедицією у 1974 р. Площа 0,6 га, культурний шар не досліджений. На поверхні багато перепаленої кераміки. Можливо, залишки трупоспалень. Датується черняхівською культурою. Матеріали зберігаються у фондах Інституту археології НАН України                                         | Рішення № 216 (1081)           |
| Літовка їжицьке IV    | Розташована на східній околиці села, на схилі балки, яка роздвоюється          | Відкрита периферійним загоном Ольвійської експедиції у 1974 р. Площа 0,9 га, культурний шар не простежується. Зібрано кераміку, яка датує пам'ятку архаїчним та елліністичним часом. Матеріали зберігаються у фондах Інституту археології НАН України                                                       | Рішення № 216 (1079)           |

### с.Осетрівка
| Пам'ятка                 | Розташування                                                                                      | Примітки | Рішення про взяття під охорону |
| ------------------------ | ------------------------------------------------------------------------------------------------- | --- | ------------------------------ |
| Поселення Каборга І      |                                                                                                   | |                                |
| Поселення Каборга II     | Розташоване за 2,4 км на південь від с. Осетрівка, на схилі балки                                 | Відкрите загоном Ольвійської експедиції у 1968 р. Площа 0,25 га, культурний шар 0,8 м. Розкопки В. М. Отрешко у 1971 р. У розкопі площею 30 м² знайдено великий зольник і багато кераміки. Датується елліністичним часом. Матеріали зберігаються у фондах Інституту археології НАН України                                                                                   | Рішення № 507 (1177)           |
| Поселення Каборга III    | Розташоване на території колишнього хутора Каборга, на північному схилі балки                     | Відкрите загоном Ольвійської експедиції у 1968 р. Площа 1,4 га, культурний шар 0,3 — 0,5 м. Зібрані фрагменти ліпної кераміки. Датується добою пізньої бронзи. Матеріали зберігаються у фондах Інституту археології НАН України | Рішення № 216 (1200)           |
| Поселення Каборга IV     | Розташоване за 2 км на південь від с. Осетрівка, на обох схилах Каборзької балки                  | Відкрите периферійним загоном Ольвійської експедиції у 1973 р. Площі на обох ділянках 1,75 та 0,72 га, культурний шар досягає 0,7 м. Шурфовкою зафіксовані залишки наземного глинобитного житла. Багато різної кружальної кераміки. Датовано черняхівською культурою. Матеріали зберігаються у фондах Інституту археології НАН України                                       | Рішення № 216 (1199)           |
| Могильник Каборга IV (V) | Розташований на плато у 0,2 км на північний схід від поселення Каборга IV                         | Відкритий і досліджений Каборзьким загоном Ранньослов'янської експедиції у 1973–1974 рр. Знайдено 27 поховань (18 трупопокладень і 9 трупоспалень). Знайдено багато посуду й інших речей побутового та ритуального характеру. Датовано черняхівською культурою. Матеріали зберігаються у фондах Інституту археології НАН України                                             | Рішення № 216 (1202)           |
| Поселення Каборга VI     | Розташоване на північній околиці колишнього хутора Каборга, на лівому березі Березанського лиману | Відкрите Г. С. Русяєвою у 1968 р., обстежене периферійним загоном Ольвійської експедиції у 1973 р. Площа 2,5 га, культурний шар 0, — 0,4 м. Частково зруйновано береговою абразією. Знайдені залишки кам'яних будівель, господарські ями, різноманітна кераміка. Датовано архаїчним та елліністичним часом. Матеріали зберігаються у фондах Інституту археології НАН України | Рішення № 216 (1201)           |
| Курган № 1               | Розташований за 1 км на схід від с. Осетрівка, на орному полі                                     | Висота 1 м, діаметр 15 м, розораний | Рішення № 216 (1144)           |
| Курган № 2               | Розташований за 2,5 км на схід від с. Осетрівка, на орному полі                                   | Висота 1 м, діаметр 25 м, задернований | Рішення № 216 (1145)           |

### c.Рівне
| Пам'ятка           | Розташування                                                          | Примітки | Рішення про взяття під охорону |
| ------------------ | --------------------------------------------------------------------- | --- | ------------------------------ |
| Курганна група № 1 | Розташована за 3 км на північний схід від с. Рівне, на орному полі    | Група складається з 6 курганів висотою від 5 до 1 м, діаметрами від 60 до 15 м. Перший найбільший курган задернований інші, розорюються | Рішення № 216 (1172)           |
| Курганна група № 2 | Розташована за 4 — 4,5 км на схід від с. Рівне, вздовж дороги на село | Група складається з 5 курганів висотою від 3 до 1 м, діаметрами від 40 до 10 м. Найвищий курган задернований, інші розорюються          |                                |
| Курган № 1         | Розташований за 6,3 км на схід від с. Рівне, на орному полі           | Висота 3 м, діаметр 40 м, задернований                                                                                                  | Рішення № 216 (1171)           |
| Курган № 2         | Розташований за 3 км на південний схід від с. Рівне, на орному полі   | Висота 2 м, діаметр 25 м, задернований                                                                                                  | Рішення № 216 (1173)           |
| Курган № 3         | Розташований за 3,2 км на схід від с. Рівне, біля кошар               | Висота 1 м, діаметр 20 м, розораний | Рішення № 216 (1174)           |
| Курган № 4         | Розташований за 2 км на південний схід від с. Рівне, на орному полі   | Висота 3 м, діаметр 40 м, задернований                                                                                                  | Рішення № 216 (1175)           |
| Курган № 5         | Розташований за 1,3 км на північний схід від с. Рівне, на орному полі | Висота 1,5 м, діаметр 20 м, задернований                                                                                                | Рішення № 216 (1176)           |
| Курган № 6         | Розташований за 7 км на південний схід від с. Рівне, біля кошари      | Висота 2,5 м, діаметр 30 м, задернований                                                                                                | Рішення № 216 (1177)           |

### с.Лиманне
| Пам'ятка             | Розташування                                                                                      | Примітки | Рішення про взяття під охорону |
| -------------------- | ------------------------------------------------------------------------------------------------- | --- | ------------------------------ |
| Поселення Турчино І  | Розташоване за 0,4 км на північ від с. Лиманне, на південному відрозі Турчиновської балки         | Відкрите периферійним загоном Ольвійської експедиції у 1974 р. Площа 0,6 га, культурний шар 0,4 — 0,5 м. Знайдено кераміку римського часу та черняхівської культури. Матеріали зберігаються у фондах Інституту археології НАН України                                                                        | Рішення № 216 (1192)           |
| Поселення Турчино II | Розташоване за 0,5 км на південний захід від с. Лиманне, на першій заплавній терасі у гирлі балки | Відкрите загоном Миколаївського краєзнавчого музею у 1969 р. Площа 3 га, культурний шар не досліджений. На поверхні видно попелясті плями із скупченням каміння. Зібрано підйомний матеріал, який датує поселення черняхівською культурою. Матеріали зберігаються у фондах Миколаївського краєзнавчого музею | Рішення № 216 (1193)           |

## Солончаківська сільська рада

### с.Дніпровське
| Пам'ятка                                | Розташування | Примітки | Рішення про взяття під охорону |
| --------------------------------------- | --- | --- | ------------------------------ |
| Поселення Безіменна балка               | Розташоване за 4 км на північний схід від с. Дніпровське, на схилі Безіменної балки, у 0,5 км на захід від берега Бузького лиману | Відкрите і досліджене загоном Буго-Дніпровської експедиції у 1948–1949 рр. Внаслідок невеликих розкопок знайдено залишки кам'яного спорудження, фрагменти кераміки і бронзових фібул. Датовано римським часом. Матеріали зберігаються у фондах Інституту археології НАН України | Рішення № 507 (1152)           |
| Городище та могильник Дніпровське І, II | Розташоване за 2 км на південний захід від с. Дніпровське                                                                         | Відкрите О. С. Уваровим у 1848 р. Обстежувалося П. Бруном у 1862 р., В. І. Гошкевичем у 1913 р., М. С. Синициним у 1949 р. і в 1975 і 1982 рр. периферійним загоном Ольвійської експедиції. Площа городища 1,1 га, культурний шар 0,35 — 0,5 м. До розміщення городища там знаходилося поселення елліністичного часу площею 2,2 га, датоване відповідною керамікою. На городищі обстежені оборонні споруди, залишки кам'яних кладок, господарські ями. Знайдений численний керамічний матеріал. Датовано римським часом та II–III ст. н. е. Навколо городища Розташований одночасний з ним могильник. Матеріали зберігаються у фондах Інституту археології НАН України | Рішення № 370 (1150)           |
| Поселення Дніпровське III               | Розташоване за 1,5 км на південний схід від с. Дніпровське, на високому правому березі Дніпровського лиману, біля Хрестової балки | Відкрите у 1932 р. загоном Ольвійської експедиції. Площа сильно зруйнована береговою абразією, зараз досягає 200 кв. м, культурний шар 0,4 — 0,5 м. Зібрано підйомний матеріал, який датує поселення архаїчним та елліністичним часом. Матеріали зберігаються у фондах Інституту археології НАН України | Рішення № 216 (1076)           |
| Поселення Дніпровське IV                | Розташоване за 0,5 км на північний схід від с. Дніпровське, на терасі правого берега лиману                                       | Відкрите загоном Буго-Дніпровської експедиції у 1950 р. Обстежене периферійним загоном Ольвійської експедиції у 1982 р. На поверхні видно виходи стародавніх кам'яних кладок. Зібрано різноманітний підйомний матеріал. Датовано архаїчним та елліністичним часом. Знахідки зберігаються у фондах Інституту археології НАН України | Рішення № 507 (1136)           |
| Курганна група                          | Розташована за 1,5 км на північ від с. Дніпровське, на орному полі                                                                | Складається з 3 курганів висотою 0,5 — 0,3 м, діаметром по 10 м. Усі розорюються | Рішення № 216 (1075)           |
| Курган                                  | Розташований за 2,8 км на північний схід від с. Дніпровське, на орному полі                                                       | Висота 1,5 м, діаметр 20 м, розорюється | Рішення № 216 (1074)           |

### с.Солончаки
| Пам'ятка           | Розташування                                                                                 | Примітки | Рішення про взяття під охорону |
| ------------------ | -------------------------------------------------------------------------------------------- | --- | ------------------------------ |
| Курганна група № 1 | Розташована за 400 м на схід від с. Солончаки, на плато правого берега Дніпровського лиману  | Група складається з 2 курганів. Висота більшого 2 м, діаметр 30 м, висота меншого 0,5 м, діаметр 10 м, насипи розорюються             | Рішення № 507 (1175)           |
| Курганна група № 2 | Розташована за 1,5 км на південь від с. Солончаки, на плато правого берега лиману            | Група складається з 3 курганів. Висота більшого 4 м, діаметр 50 м, задернований. Інші висотою по 1 м, діаметрами по 15 м, розорюються |                                |
| Курган             | Розташований за 300 м на північ від с. Солончаки, на плато лівого берега Аджигольської балки | Висота 1,5 м, діаметр 60 м, розораний                                                                                                 |                                |

## Чорноморська сільська рада

### с.Чорноморка
| Пам'ятка                              | Розташування | Примітки | Рішення про взяття під охорону |
| ------------------------------------- | --- | --- | ------------------------------ |
| Поселення Велика Чорноморка І         | Розташоване за 3 км на південний захід від с. Чорноморка, на невисокому плато лівого берега Березанського лиману | Відкрите загоном ОАМ у 1958 р. Обстежене Г. С. Русяєвою у 1965 р. У зрізах берега видно господарські ями і кам'яні кладки будівель. Зібрано уламки кружальної кераміки різних типів посуду. Датується елліністичним часом. Матеріали зберігаються у фондах Інституту археології НАН України | Рішення № 216 (1203)           |
| Поселення Велика Чорноморка II        | Розташоване за 2,5 км на захід від с. Чорноморка, на плато лівого берега лиману                                  | Відкрите Г. С. Русяєвою у 1965 р. Розкопки проведені периферійним загоном Ольвійської експедиції у 1973–1977 рр. Площа 3 га, культурний шар 1 — 1,2 м. Загальна площа розкопу 1010 кв. м. Знайдені заглиблені у землю житла та кам'яні кладки і водостоки, багато кружальної та ліпної кераміки, монет, а також скарб із 260 монет-дельфінчиків і стрілок. Датується архаїчним часом. Матеріали зберігаються у фондах Інституту археології НАН України                                                                                  | Рішення № 216 (1209)           |
| Літовка Велика Чорноморка III         | Розташована на північно-західній околиці с. Чорноморка, на розі двох польових шляхів                             | Відкрита периферійним загоном Ольвійської експедиції у 1974 р. Площа 1 га, культурний шар 0,2 м, слабо насичений. Зібрано невелику кількість керамічного матеріалу. Датується архаїчним часом. Матеріали зберігаються у фондах Інституту археології НАН України | Рішення № 216 (1212)           |
| Літовка Велика Чорноморка IV          | Розташована за 1,1 км на північний схід від с. Чорноморка, на правому схилі Великого Чорноморського яру          | Відкрита периферійним загоном Ольвійської експедиції у 1974 р. Площа 0,3 га, культурний шар не виявлено. Зібрано багато фрагментів амфор. Датується елліністичним часом. Матеріали зберігаються у фондах Інституту археології НАН України | Рішення № 216 (1204)           |
| Поселення Велика Чорноморка V         | Розташоване на північній околиці с. Чорноморка, на північному схилі відрогу Великого Чорноморського яру          | Відкрите периферійним загоном Ольвійської експедиції у 1974 р. Площа 0,08 га, культурний шар сильно зруйнований. Зібрано підйомний матеріал, який датує поселення елліністичним часом. Матеріали зберігаються у фондах Інституту археології НАН України | Рішення № 216 (1213)           |
| Поселення Велика Чорноморка VI        | Розташоване за 1 км на північ від с. Чорноморка, у верхів'ях Великого Чорноморського яру                         | Відкрите периферійним загоном Ольвійської експедиції у 1974 р. Площа 1,5 га, культурний шар 0,1 м, розорюється. Зібрано уламки гераклейських амфор. Датується елліністичним часом. Матеріали зберігаються у фондах Інституту археології НАН України | Рішення № 216 (1205)           |
| Поселення Велика Чорноморка VII       | Розташоване у верхів'ях Великого Чорноморського яру, на східному його відрозі                                    | Відкрите периферійним загоном Ольвійської експедиції у 1974 р. Площа 0,06 га, культурний шар 0,1 — 0,12 м. Зібрано підйомний матеріал. Датовано елліністичним часом. Матеріали зберігаються у фондах Інституту археології НАН України | Рішення № 216 (1214)           |
| Поселення Велика Чорноморка VIII      | Розташоване за 6 км на північний схід від с. Чорноморка, на північному відрозі Великого Чорноморського яру       | Відкрите периферійним загоном Ольвійської експедиції у 1974 р. Площа та культурний шар не визначені. Зібрано підйомний матеріал, який датує поселення елліністичним часом. Матеріали зберігаються у фондах Інституту археології НАН України | Рішення № 216 (1206)           |
| Поселення Велика Чорноморка IX        | Розташоване на території с. Чорноморка, на східному відрозі Великого Чорноморського яру                          | Відкрите периферійним загоном Ольвійської експедиції у 1974 р. Площа 0,03 га, культурний шар не досліджений. Зібрано нечисленний підйомний матеріал, який датує поселення архаїчним часом. Матеріали зберігаються у фондах Інституту археології НАН України | Рішення № 216 (1215)           |
| Поселення Велика Чорноморка X         | Розташоване на північно-східній околиці с. Чорноморка, на схилі східного відрогу Великого Чорноморського яру     | Відкрите периферійним загоном Ольвійської експедиції у 1974 р. Площа 0,08 га, культурний шар розораний. Зібрано підйомний матеріал. Датовано елліністичним часом. Матеріали зберігаються у фондах Інституту археології НАН України | Рішення № 216 (1179)           |
| Літовка Велика Чорноморка XIII        | Розташована на північно-західній околиці с. Чорноморка, на перехресті двох польових шляхів                       | Відкрита периферійним загоном Ольвійської експедиції у 1974 р. Площа 0,1 га, культурний шар 0,2 м. Зібрано невелику кількість ліпної кераміки, яка датує пам'ятку добою пізньої бронзи. Матеріали зберігаються у фондах Інституту археології НАН України |                                |
| Поселення Мала Чорноморка І           | Розташоване на західній околиці с. Чорноморка, на мису лівого берега Березанського лиману                        | Відкрите периферійним загоном Ольвійської експедиції у 1973 р. Площа 9 га, культурний шар 0,5 м. Знайдені фрагменти різноманітного посуду. Датований архаїчним часом. Матеріали зберігаються у фондах Інституту археології НАН України | Рішення № 216 (1211)           |
| Поселення Мала Чорноморка II (Бейкуш) | Розташоване за 0,8 км на північ від с. Чорноморка, на мисі між Березанським та Бейкушським лиманами              | Відкрите Е. Р. Штерном у 1904 р. Обстежене В. І. Гошкевичем у 1913 р. і Г. С. Русяєвою у 1965 р. Вона ж у 1967–1969 рр. проводила розкопки. У 1985–1986 рр. досліджувалося загоном Ольвійської експедиції. Площа 4 га, культурний шар 0,4 — 1,2 м. Знайдено 20 землянок та напівземлянок, розвал наземної будівлі, кілька десятків ям. Можливо, тут знаходилося святилище Ахілла. Зібрано багато різного матеріалу, який датує поселення архаїчним та класичним часом. Матеріали зберігаються у фондах Інституту археології НАН України | Рішення № 216 (1210)           |
| Могильник Табірна коса                | Розташований за 0,1 км на південь від с. Чорноморка, на південному березі Бейкушської коси                       | Знайдений під час будівельних робіт. Сильно зруйнований. Розкопки та дослідницькі роботи проводилися на площі 15 га загоном Ольвійської експедиції у 1984 р. Знайдено 7 могил, в яких зберігся гончарний посуд, зброя, прикраси та інші речі. Датовано елліністичним часом. Можливо, могильник відноситься до поселень Мала Чорноморка І, II, IV. Матеріали зберігаються у фондах Інституту археології НАН України | Рішення № 507 (1176)           |
| Поселення Мала Чорноморка III         | Розташоване на північно-східній околиці с. Чорноморка, на південній частині Великого Чорноморського яру          | Відкрите периферійним загоном Ольвійської експедиції у 1974 р. Площа 0,15 га, культурний шар 0,15 — 0,2 м. Зібрано підйомний матеріал, який датує поселення архаїчним часом. Матеріали зберігаються у фондах Інституту археології НАН України | Рішення № 216 (1208)           |
| Поселення Мала Чорноморка IV          | Розташоване у південній частині Великого Чорноморського яру, на його західному схилі                             | Відкрите периферійним загоном Ольвійської експедиції у 1974 р. Площа 0,3 га, культурний шар 0,2 м. Зібрано підйомний матеріал, який датує поселення архаїчним часом. Матеріали зберігаються у фондах Інституту археології НАН України | Рішення № 216 (1216)           |
| Поселення Мала Чорноморка V           | Розташоване на західній околиці с. Чорноморка, на мису лиману і невеличкої балки                                 | Відкрите периферійним загоном Ольвійської експедиції у 1974 р. Площа 0,8 га, культурний шар 0,5 — 0,6 м. Підйомний матеріал датує поселення елліністичним часом. Матеріали зберігаються у фондах Інституту археології НАН України | Рішення № 216 (1207)           |
| Курганна група № 1                    | Розташована за 0,5 км на захід від с. Чорноморка, на плато вздовж лівого берега Березанського лиману             | Група складається з 26 курганів. їх висоти від 2,3 м до 0,5 м, діаметри від 30 до 10 м, розорані | Рішення № 216 (1194)           |
| Курганна група № 2                    | Розташована за 4 км на північний схід від с. Чорноморка, на орному полі                                          | Група складається з 3 курганів висотою 3,5 — 3 м, діаметрами 60 — 50 м. Усі задерновані | Рішення № 216 (1196)           |
| Курганна група № 3                    | Розташована за 1 км на схід від с. Чорноморка, на полі вздовж дороги                                             | Група складається з 3 курганів висотою 1,5 — 0,5 м, діаметрами 15 — 10 м, розорані | Рішення № 216 (1198)           |
| Курган № 1                            | Розташований за 2,6 км на схід від с. Чорноморка, на території господарчого двору                                | Висота 3 м, діаметр 40 м, задернований | Рішення № 216 (1195)           |
| Курган № 2                            | Розташований за 3 км на північ від с. Чорноморка, біля дороги, на орному полі                                    | Висота 5 м, діаметр 70 м, задернований | Рішення № 216 (1197)           |
| Курган № 3                            | Розташований за 1,3 км на північний схід від с. Чорноморка, на орному полі                                       | Висота 2,3 м, діаметр 30 м, задернований | Рішення № 216 (1217)           |

## Заповідник «Ольвія»
| Пам'ятка         | Розташування                                                                                                | Примітки | Рішення про взяття під охорону |
| ---------------- | --- | --- | --- |
| Городище Ольвія  | Розташоване на південній околиці с. Парутине, у прибережній зоні та на плато правого берега Бузького лиману | Перше археологічне обстеження Ольвії провів О. С. Уваров у 1848 р. Городище існувало з VI ст. до н. е. до IV ст. н. е. Матеріали зберігаються у фондах Інституту археології НАН України, Одеського археологічного музею, КДУ, Миколаївського обласного краєзнавчого музею, Ермітажу, Ленінградського відділення Інституту археології РАН та інших наукових закладах світу | Рішення № 357 (543) |
| Некрополь Ольвії | Розташований навколо Ольвії, переважно на захід і південь від неї, на плато правого берега Бузького лиману  | Відкритий одночасно з Ольвією. Перші наукові розкопки проведені у 1848 р. О. С. Уваровим. Систематичні роботи стали проводитися Б. В. Фармаковським з 1901 по 1913 рр. і пізніше — у 1924–1926 рр. У 1956 р. невеличкі розкопки провела А. І. Фурманська. Нові систематичні роботи були розпочаті з 1964 р. Ольвійською експедицією і продовжуються до нашого часу. Площа могильника понад 300 га. За весь час було обстежено близько 2000 могил. Знайдено величезний археологічний матеріал, який дає синхронність його існування з городищем. Матеріали зберігаються у фондах Інституту археології НАН України | Є пам'яткою національного значення і входить до переліку пам'яток всесвітнього значення, затвердженого ООН. Постанова КМУ № 928 (140027-Н) |